# Zlatar (montagne)
Pour les articles homonymes, voir Zlatar.
Les monts Zlatar (en serbe cyrillique : Златар) sont une chaîne de montagnes située dans la région du Sandžak (Raška), au sud-ouest de la Serbie et à l'extrême nord du Monténégro. Ils font partie des Alpes dinariques. Le point culminant du massif est le mont Krstača, pic principal du Hum, qui s'élève à 1 755 m.

## Géographie

### Situation
Les monts Zlatar prolongent vers le sud l'ensemble montagneux de Stari Vlah, qui fait lui aussi partie des Alpes dinariques. Pour l'essentiel, ils sont situés en Serbie, à l'extrême ouest de la Serbie centrale, dans la région du Sandžak (Raška). Au nord s'étendent les massifs de Javor et de Golija. La rivière Ibar, à l'est, sépare le groupe de Zlatar des monts Kopaonik et le Lim marque la limite occidentale de l'ensemble. La partie méridionale du Zlatar est bordée par le plateau de Pešter. Le mont Krstača, point culminant du Zlatar, est situé au Monténégro et la montagne de Rogozna, rattachée au Zlatar, s'étend en partie sur le Kosovo.

### Topographie
Le massif de Zlatar est formé d'un chaînon principal et de trois montagnes plus isolées, Rogozna, Jarut et juste au nord, Ninaja. Le massif à proprement parler est composé de plusieurs montagnes, dont celle, éponyme, de Zlatar, située dans sa partie septentrionale ; les autres sommets se succèdent en direction du sud-est : Jadovnik, Ozren, Giljeva et Hum,. Le plateau de Pešter (Peštersko polje), au sud du Zlatar, couvre une superficie d'environ 50 km2, ce qui en fait le plus vaste plateau de Serbie ; avec une altitude comprise entre 900 et 1 200 m, il est également l'un des plus élevés des Balkans.
Les principaux sommets du Zlatar sont les suivants :
| Sommet (et pics principaux)                              | Altitude (en mètres) |
| -------------------------------------------------------- | -------------------- |
| Hum (Krstača)                                            | 1 755                |
| Jadovnik                                                 | 1 732                |
| Ozren (Revuša)                                           | 1 693                |
| Zlatar (Golo brdo)                                       | 1 627                |
| Rogozna (Crni Vrh, Šanac, Đukova glava ou Djukova glava) | 1 504                |
| Giljeva (Đed ou Djed)                                    | 1 499                |
| Jarut (Markov vrh)                                       | 1 428                |
| Ninaja                                                   | 1 362                |

### Géologie
Sur le plan géologique, les monts Zlatar présentent une structure hétérogène. Les roches du massif remontent à une période comprise entre le Paléozoïque et l'ère quaternaire. Le soubassement de la plus grande partie du secteur est composée de castine, de diabase, de roches magmatiques et de grès ; ce socle est recouvert de sols également variés, avec une dominante de rendosol, de luvisol gris brun reposant sur du grès, de sols noirs, de sols noirs brunis, de sols bruns acides sur des roches cristallines et de roches squelettes.

### Hydrographie

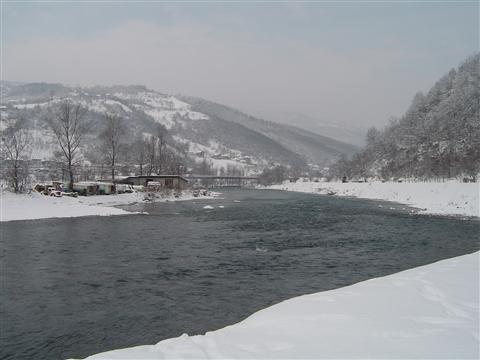
Le Lim à Prijepolje

Les rivières les plus importantes du Zlatar sont le Lim, un affluent droit de la Drina, et l'Uvac, le principal affluent du Lim. Le canyon de l'Uvac forme des méandres particulièrement tortueux sur 20 km. Parmi les autres rivières du massif, on peut citer la Bistrica et la Mileševka, des affluents du Lim, qui elles aussi forment des canyons creusant la montagne. Des barrages construits sur l'Uvac et le Lim dans les années 1960 ont créé des lacs de retenue. Le lac Zlatar (en serbe : Zlatarsko jezero), situé à 880 m d'altitude, couvre une superficie de 7,25 km2 et le lac de Radoinja (Radoinjsko jezero), situé à 810 m, 73 km2. Le lac de Sjenica (Sjeničko jezero), situé à 984,5 m d'altitude, est le lac artificiel le plus élevé de Serbie après celui de Vlasina ; sa superficie est de 610 km2. Ces trois lacs se trouvent sur l'Uvac. Le lac de Potpeć (Potpećko jezero), quant à lui, est situé sur le Lim ; long de 20 km, il s'étend sur 3,605 km2.
Les rivières les plus importantes de la partie orientale du Zlatar sont l'Ibar, qui longe la partie orientale des monts Rogozna, et la Raška, un affluent de l'Ibar qui prend sa source sur le plateau de Pešter et traverse Novi Pazar. Parmi les autres rivières, on peut citer la Deževka, qui naît dans les monts Golija, et la Jošanica, qui vient des monts Rogozna ; ces deux rivières sont des affluents de la Raška et elle coulent dans ce secteur. La Boroštica et le Vidrenjak coulent au sud de la chaîne.

### Climat
Depuis 1925, le climat de la région est observé par la station météorologique de Sjenica, située à 1 038 m d'altitude, coordonnées 43° 17′ N, 20° 00′ E. Les monts Zlatar enregistraient une température moyenne annuelle de 6,1 °C pour la période 1961-1990 et de 6,9 °C pour la période 1991-août 2008. Selon les relevés de cette station, dans la période 1961-1990, le mois le plus froid de l'année a été le mois de janvier, avec une température moyenne annuelle de −5 °C, et le mois le plus chaud a été le mois de juillet, avec une moyenne de 15,3 °C. Pour la période 1991-2008, le mois le plus froid de l'année a été le mois de janvier, avec une température moyenne annuelle de −3,6 °C et le mois le plus chaud celui de juillet, avec une température moyenne annuelle de 16,8 °C. La température la plus basse jamais enregistrée à la station a été de −38 °C, le 26 janvier 1954, et la température la plus élevée a été de 35,6 °C, le 20 août 1946. Le plateau de Pešter, au sud du Zlatar, est connu pour son microclimat, particulièrement rude pendant les mois d'hiver, qui lui vaut son surnom de « Sibérie des Balkans ». La température la plus basse jamais mesurée en Serbie, −39,5 °C, y a été enregistrée le 13 janvier 1985, au village de Karajukića Bunari.
Pour la période 1961-1990, la moyenne annuelle des précipitations était de 712,6 mm enregistrée à Sjenica ; elle a été de 607 mm entre 1991 et 1997. Le jour le plus pluvieux fut le 17 juin 1999, avec 66,4 mm enregistrés en une seule journée. Entre 1961 et 1990, on comptait une moyenne de 60 jours avec des chutes de neige et, en tout, 101 jours d'enneigement par an ; entre le 27 janvier et le 4 février 1947, a été atteint le record d'enneigement, avec une couverture de 76 cm. Sur la même période, les monts Zlatar comptaient également 93 jours de brouillard et 153 jours d'ensoleillement (moins de 0,1 mm de pluie).
| Mois                                      | Janv | Fév  | Mars | Avr  | Mai  | Juin | Juil | Août | Sept | Oct  | Nov  | Déc  | Année |
| ----------------------------------------- | ---- | ---- | ---- | ---- | ---- | ---- | ---- | ---- | ---- | ---- | ---- | ---- | ----- |
| Températures moyennes 1961-1990 (°C)      | -5   | -2,7 | 1,3  | 6,1  | 10,9 | 13,7 | 15,3 | 15,0 | 11,7 | 7,0  | 2,3  | -2,6 | 6,1   |
| Températures moyennes 1991-août 2008 (°C) | -3,6 | -2,5 | 2,0  | 6,5  | 11,6 | 15,2 | 16,8 | 16,7 | 12,0 | 7,8  | 2,7  | -2,5 | 6,9   |
| Précipitations moyennes 1961-1990 (°C)    | 49,7 | 38,2 | 38,6 | 48,7 | 73,9 | 85,2 | 68,5 | 67,3 | 59,9 | 57,2 | 71,5 | 53,9 | 712,6 |
| Précipitations moyennes 1991-2007 (mm)    | 31,7 | 36,2 | 36,4 | 51,0 | 54,3 | 64,1 | 61,7 | 51,9 | 69,0 | 51,6 | 54,5 | 44,6 | 607   |

### Flore et faune

#### Flore

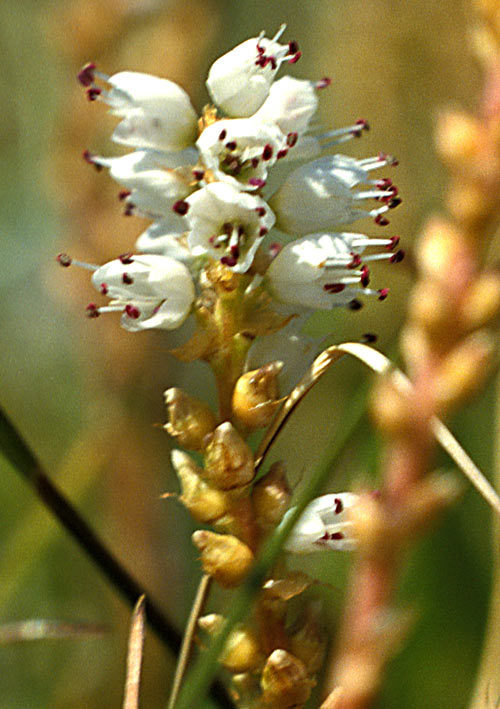
La renouée vivipare

La flore des monts Zlatar comprend 856 espèces répertoriées, réparties entre 92 familles et 370 genres. Parmi les plantes les plus remarquables, figurent le cornouiller sanguin (Cornus sanguinea), de la famille des cornacées, le corydale à bulbe plein (Corydalis solyda), qui appartient à la famille des fumiaracées, l'espèce Pancicia serbica, endémique de la région, une variante de silène enflé (Silene vulgaris puberula), la renouée vivipare (Polygonum viviparum), la patience sauvage (Rumex obtusifolius), une espèce du genre Polygala (Polygala vulgaris albida), une espèce du genre Pedicularis (Pedicularis heterodonta), la laîche paniculée (Carex paniculata), le chèvrefeuille des haies (Lonicera xylosteum) ou encore une espèce d'orchidées, l'orchis conique (Orchis tridentata), et une sous-espèce d'épiaire (Stachys alpina dinarica).

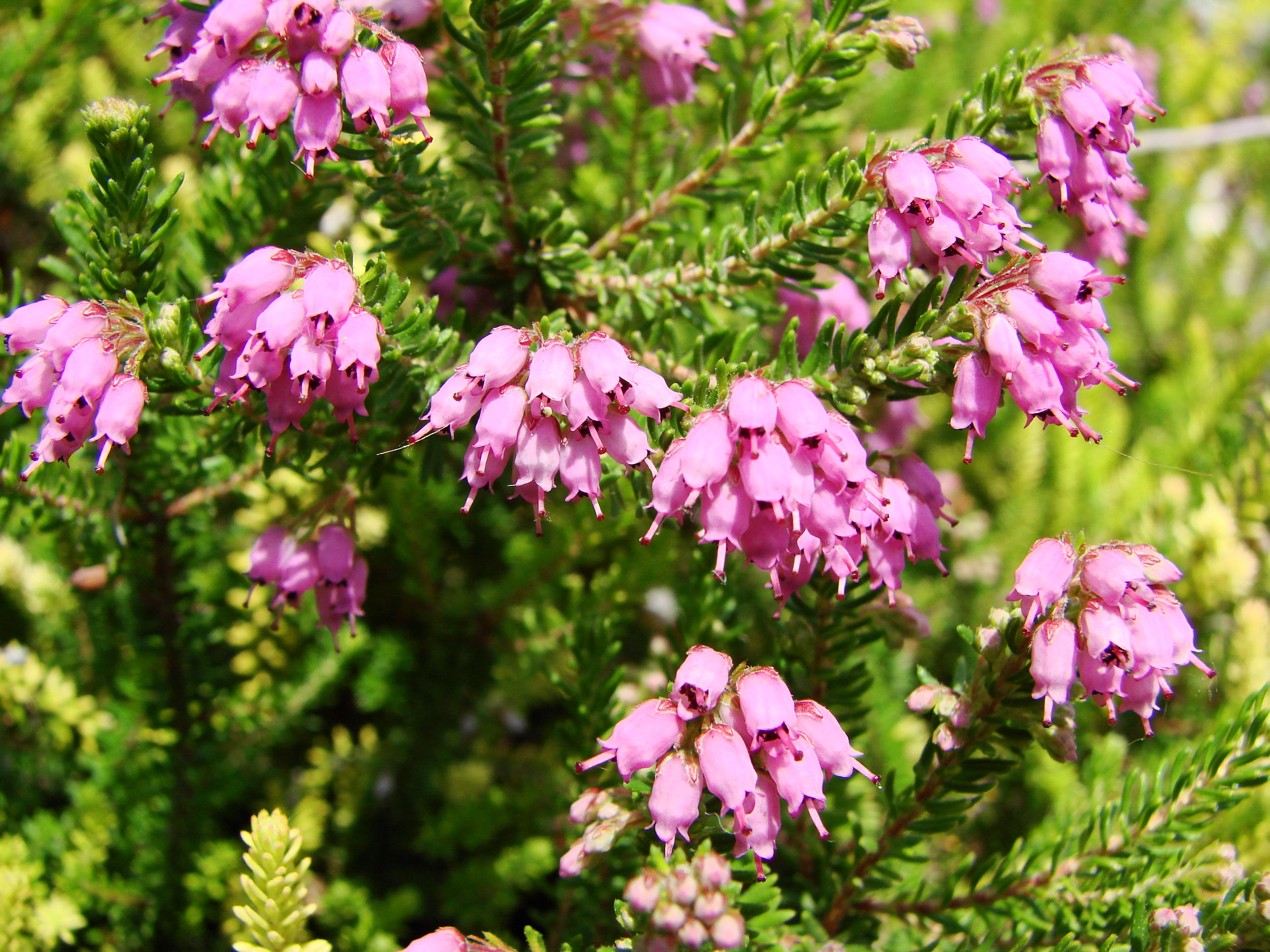
Bruckenthalia spiculifolia

Selon l'UICN, parmi les espèces rares d'importance internationale du Zlatar figurent Campanula trichocalycina (Asyneuma trichocalycinum), Edraianthus graminifolius et Edraianthus tenuifolius, de la famille des Campanulaceae. Appartenant au genre Ericae (bruyères), Bruckenthalia spiculifolia pousse sur le Zlatar, ainsi qu'une espèce de céraistes (Cerastium moesiacum) et la circée des Alpes (Circaea alpina). L'orchis grenouille (Coeloglossum viride) et la racine de corail (Coralorhiza trifida) appartiennent toutes deux à la famille des orchidées. On peut également y trouver l'œillet sanguin (Dianthus cruentus) et l'œillet de pierre (Dianthus petraeus), de la famille des Caryophyllaceae, la dryoptéris à crêtes (Dryopteris cristata, une espèce de fougères), l'épilobe des collines (Epilobium collinum), une espèce du genre Erysimum (Erysimum commatum), l'euphorbe de Carniole (Euphorbia carniolica) et l'euphorbe de Corse (Euphorbia myrsinites), une espèce d'euphraise, l'euphraise naine (Euphrasia minima), une espèce de genêt (Genista depressa). Les monts Zlatar abritent également plusieurs espèces de gentiane, comme la gentiane des neiges (Gentiana nivalis), Gentiana tergestina, la gentiane amère (Gentianella amarella ou Gentianella axillaris), la gentiane de Bulgarie (Gentianella bulgarica) et la gentiane ciliée (Gentianella ciliata). Parmi les autres plantes rares du massif figurent la porcelle à feuilles tachées (Hypochaeris maculata), l'edelweiss (Leontopodium alpinum), la listère cordée (Listera cordata), ou encore deux espèces du genre Knautia, Knautia dinarica et Knautia midzorensis. On y rencontre également la nigritelle noire (Nigritella nigra), la fléole hirsute (Phleum hirsutum ou Phleum michelii), la pirole verdâtre (Pyrola chlorantha), la pirole unilatérale (Ramischia secunda ou Orthilia secunda), le plantain noirâtre (Plantago atrata), l'oseille des Alpes (Rumex alpinus), l'isolépis sétacé (Isolepis setacea ou Schoenoplectus setaceus), l'épiaire des Alpes (Stachys alpina), Stachys serbica et Viola aetolica.
Selon l'UICN, les monts Zlatar conservent un certain nombre d'espèces relictes, datant de l'ère tertiaire, comme une espèce de Cardamine (Cardamine glauca), le charme commun (Carpinus betulus), Centaurea stoebe calvescens, l'érythrone dent-de-chien (Erythronium dens-canis), le lierre grimpant (Hedera helix), l'isopyre faux-pigamon (Isopyrum thalictroides), le charme-houblon (Ostrya carpinifolia),
Pancicia serbica (une espèce endémique), le tamier commun (Tamus communis), le trolle d'Europe (Trollius europaeus), le gui (Viscum album) et la violette des forêts (Viola silvestris).

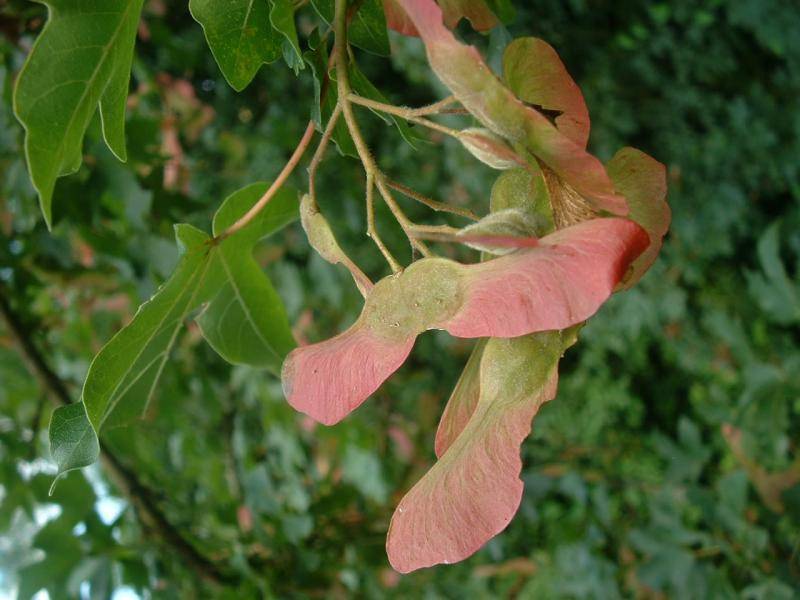
L'érable champêtre

Le massif de Zlatar est couvert de forêts. On y trouve notamment des conifères, comme l'épicéa, dans sa variante Picea abies alpestris, l'un des plus communs du secteur, le sapin blanc (Abies alba), le pin noir (Pinus nigra) et le pin sylvestre (Pinus sylvestris). Mais de nombreux autres arbres poussent dans le massif, comme l'érable champêtre (Acer campestre) ou l'érable sycomore (Acer pseudoplatanus), le merisier (Prunus avium).
On y rencontre aussi de très nombreuses espèces de fougères. Dans la famille des Dryopteridaceae, on peut citer des espèces comme Dryopteris carthusiana, le gymnocarpe de Robert (Gymnocarpium robertianum), le polystic à aiguillons (Polystichum aculeatum) ou la fougère-femelle (Athyrium filix-femina) ; la famille des Aspleniaceae est représentée par l'doradille noire (Asplenium adiantum-nigrum), la rue des murailles (Asplenium ruta-muraria), le cétérach officinal (Ceterach officinarum) et la scolopendre (Phyllitis scolopendrium), la famille des Blechnaceae par le blechnum en épi (Blechnum spicant), celle des Dennstaedtiaceae par la fougère aigle (Pteridium aquilinum), celle des Ophioglossaceae par la botryche lunaire (Botrychium lunaria) et l'ophioglosse commun (Ophioglossum vulgatum) et celle des Polypodiaceae par le polypode commun (Polypodium vulgare).

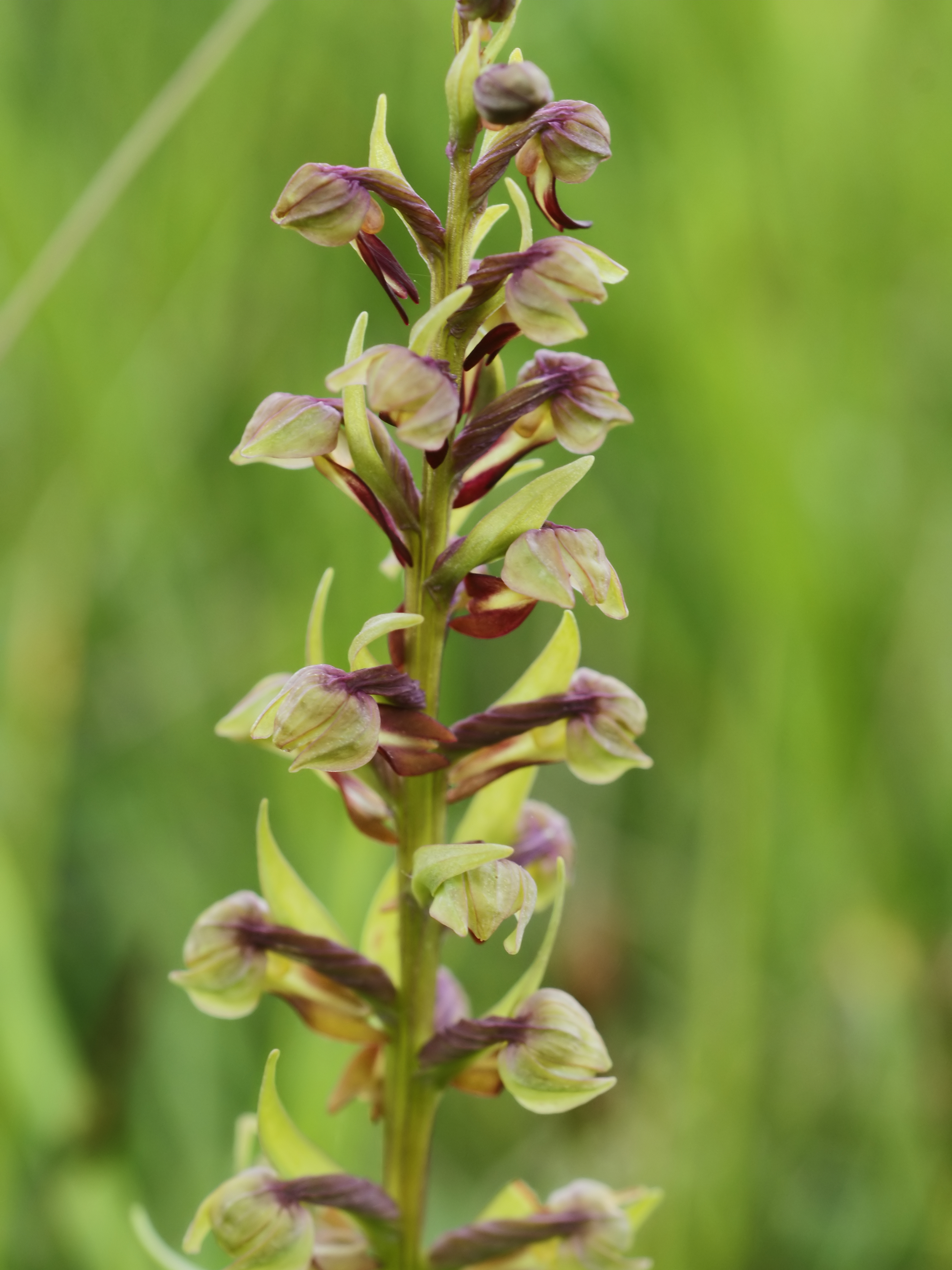
L'orchis grenouille
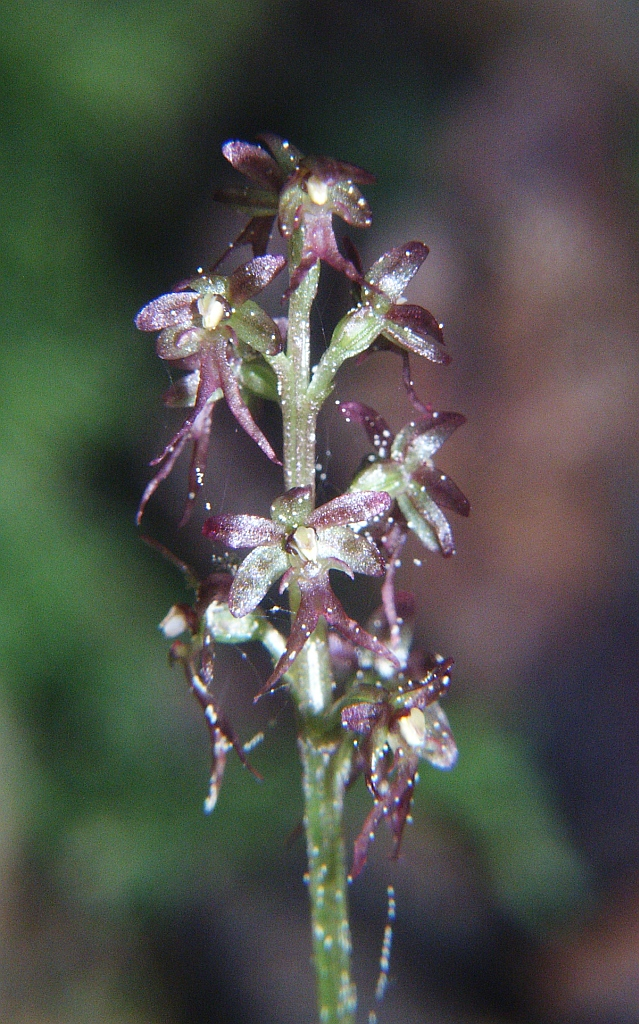
La listère cordée
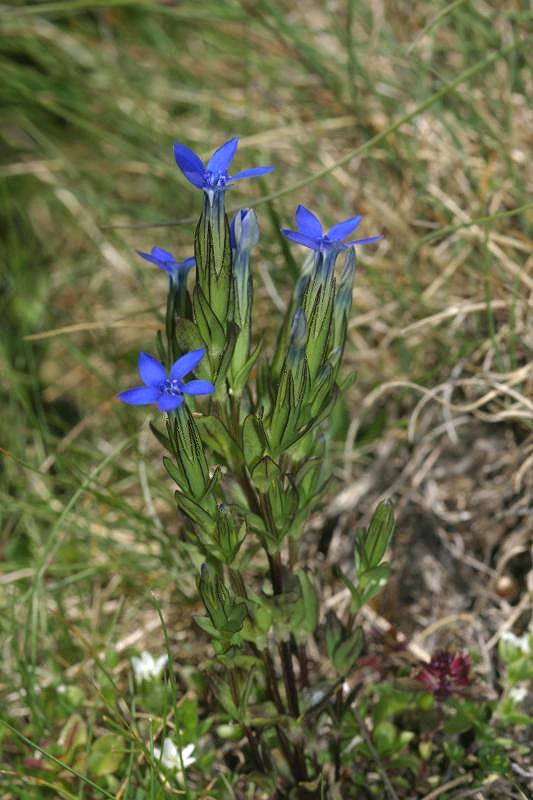
La gentiane des neiges
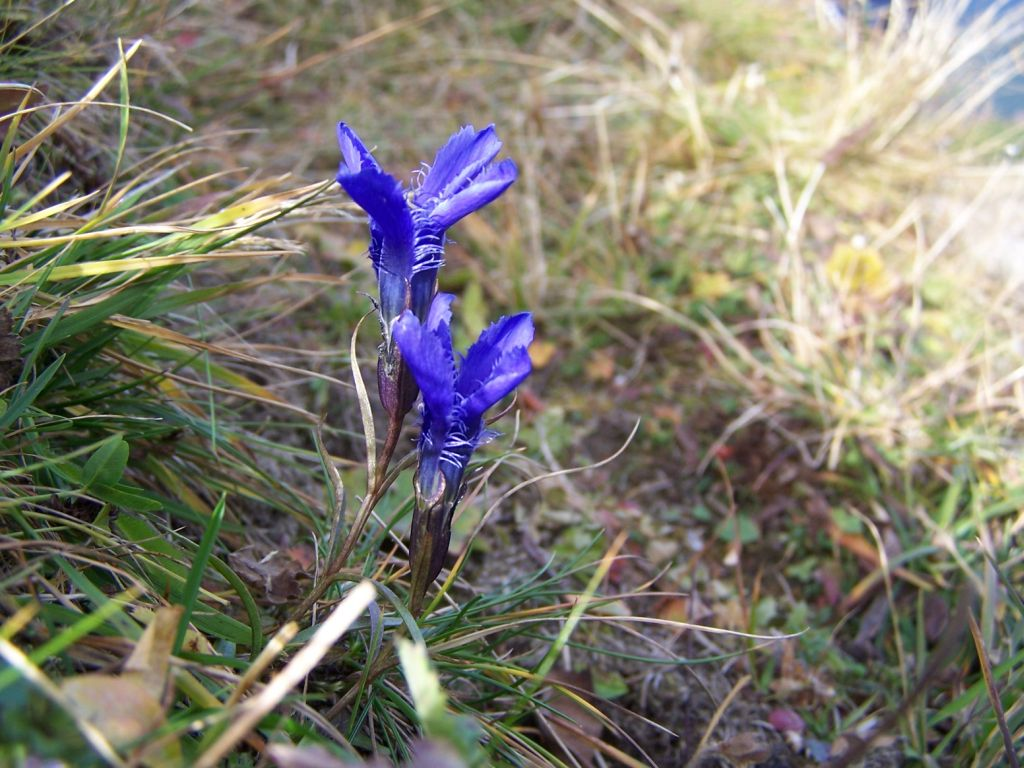
La gentiane ciliée
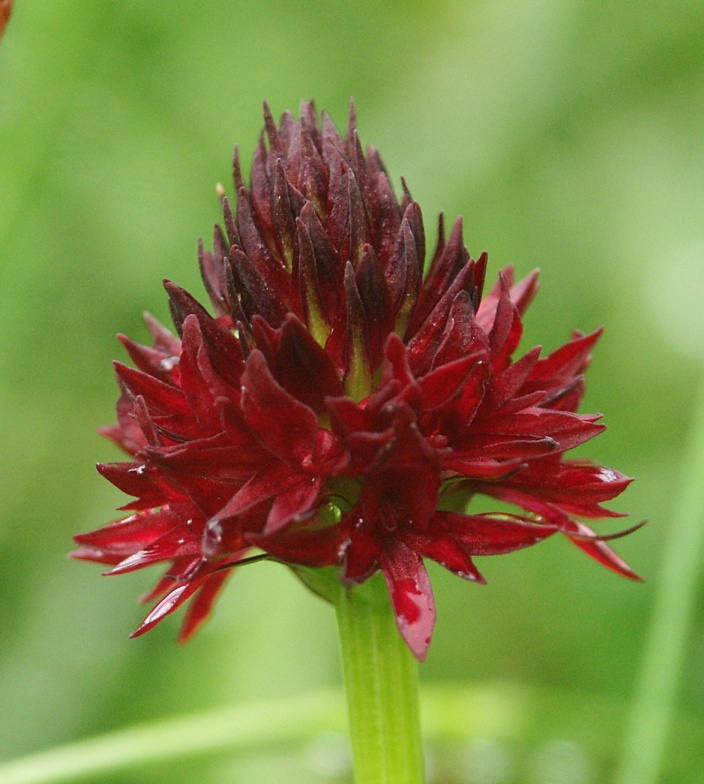
La nigritelle noire
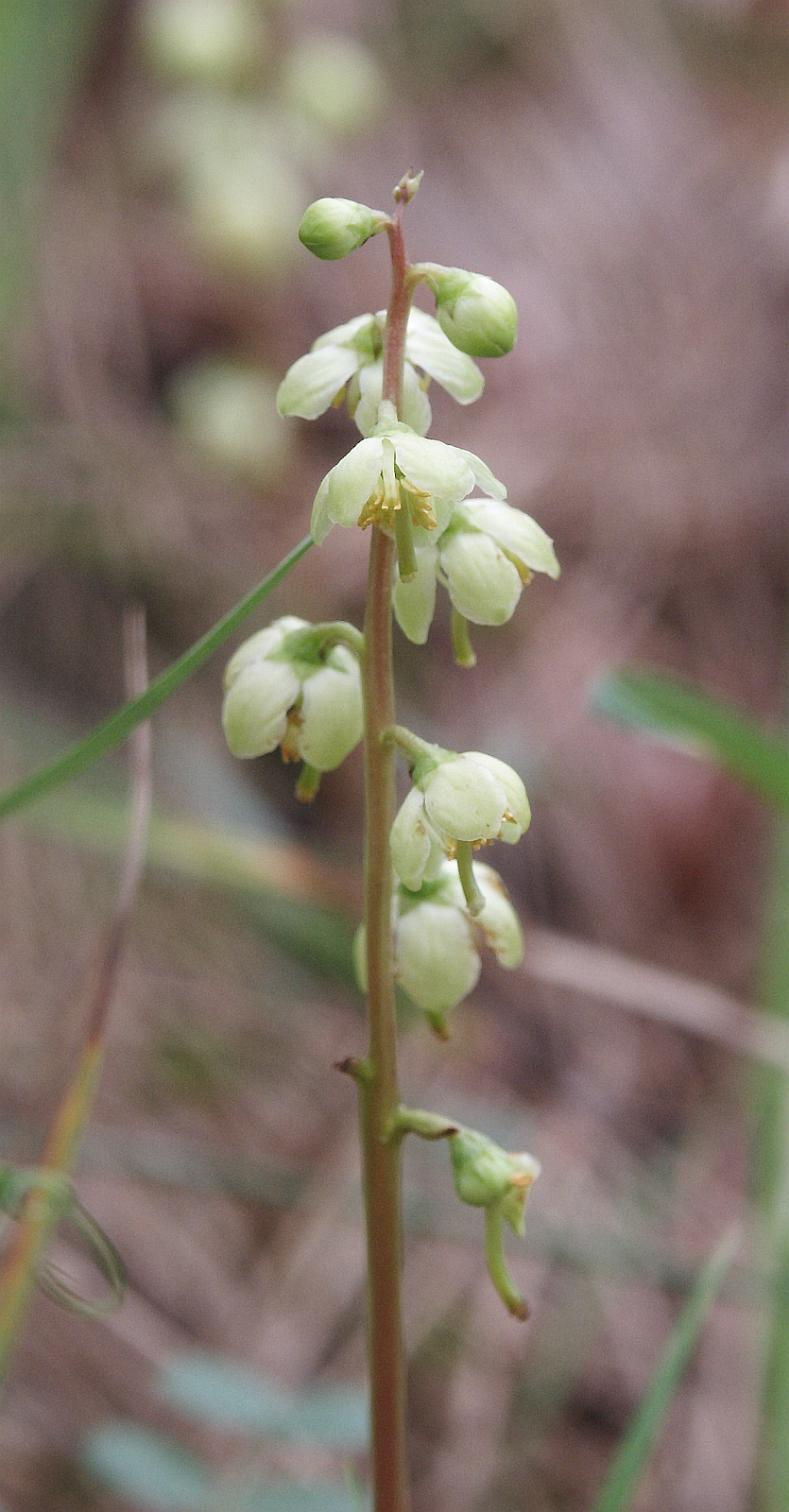
La pirole verdâtre
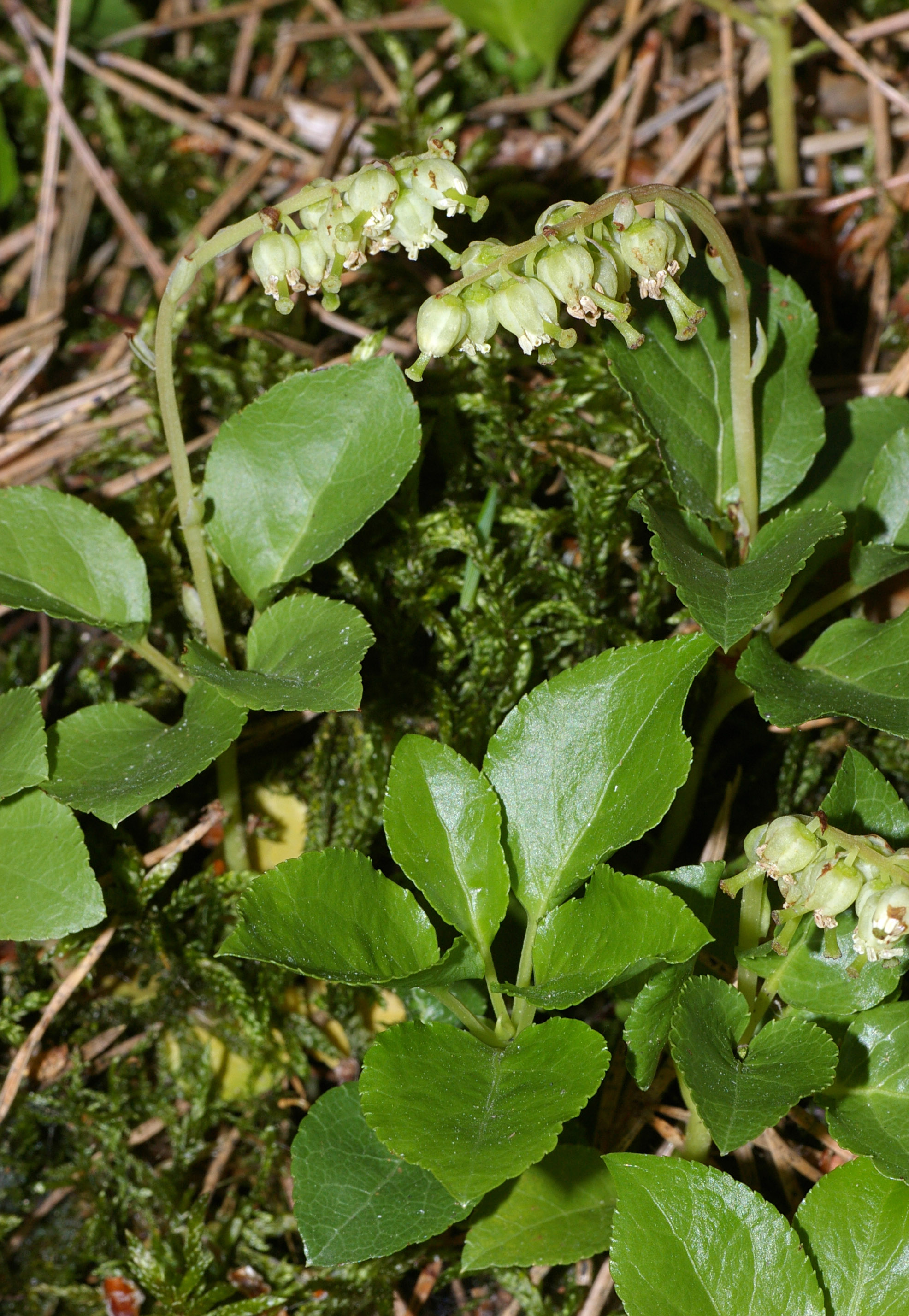
La pirole unilatérale
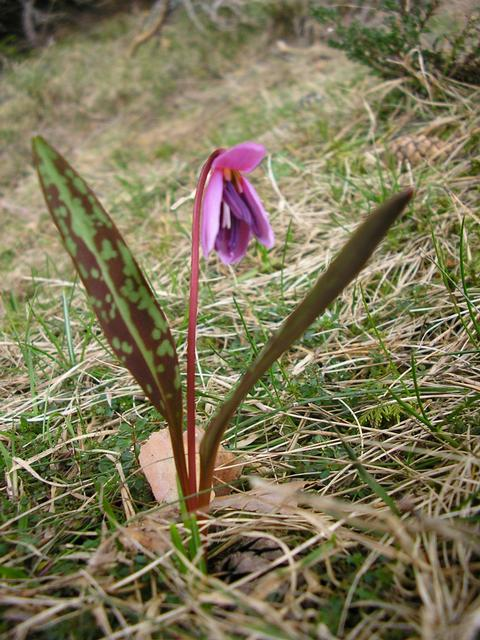
L'érythrone dent-de-chien
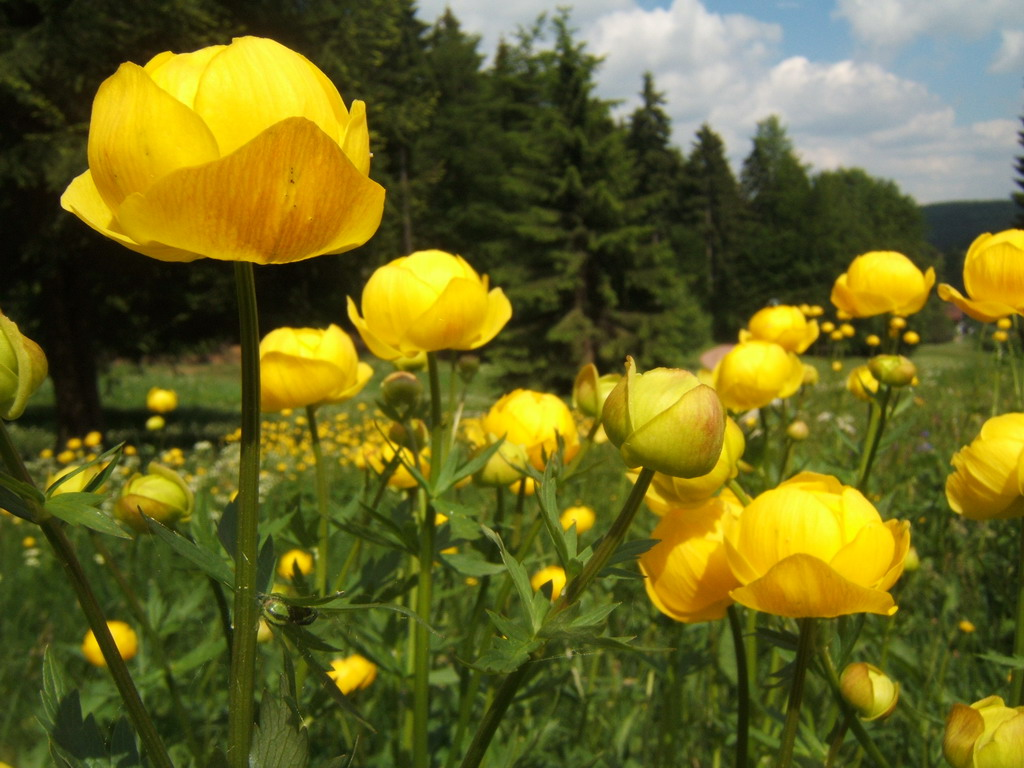
Le trolle d'Europe
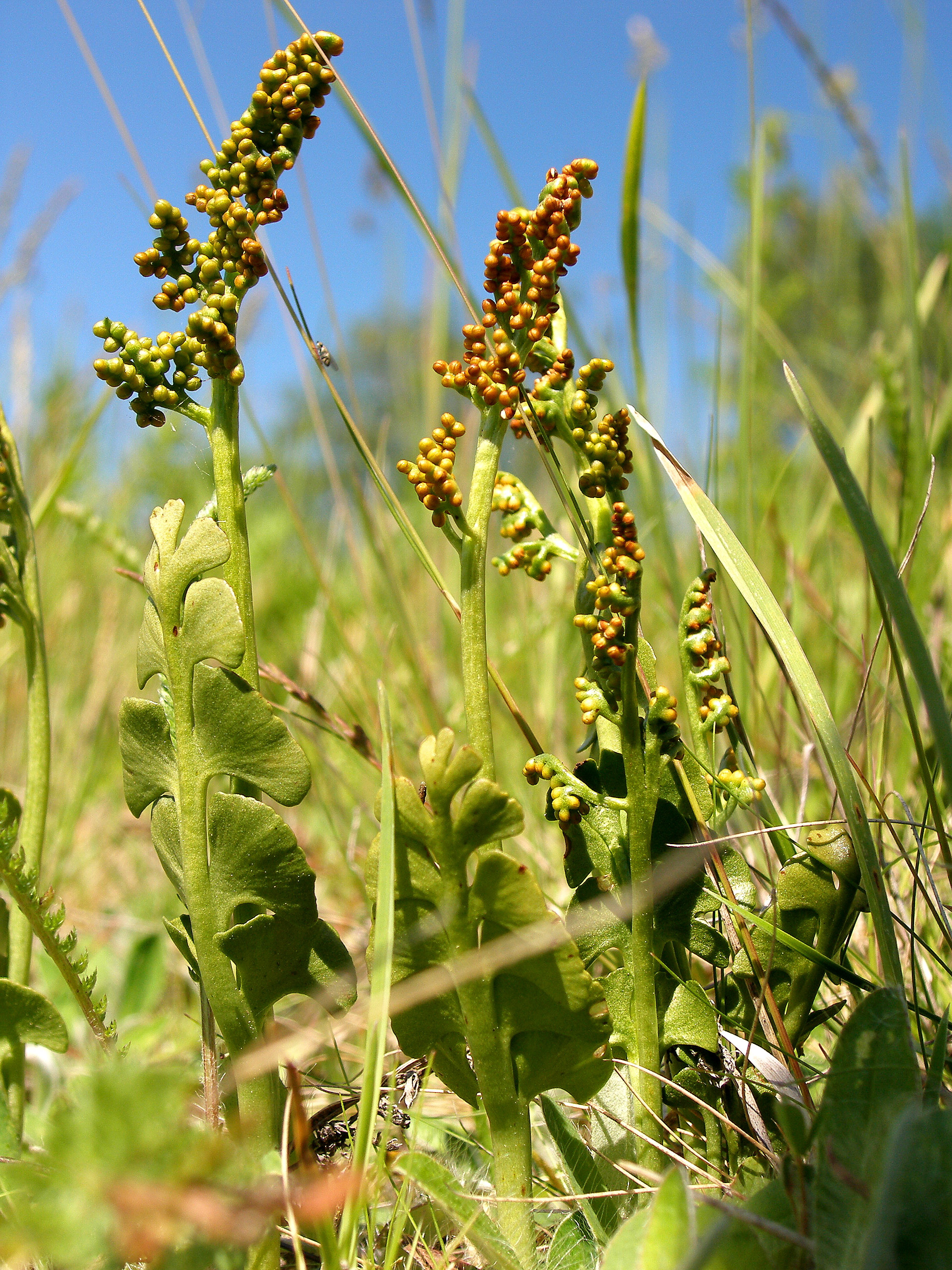
La botryche lunaire
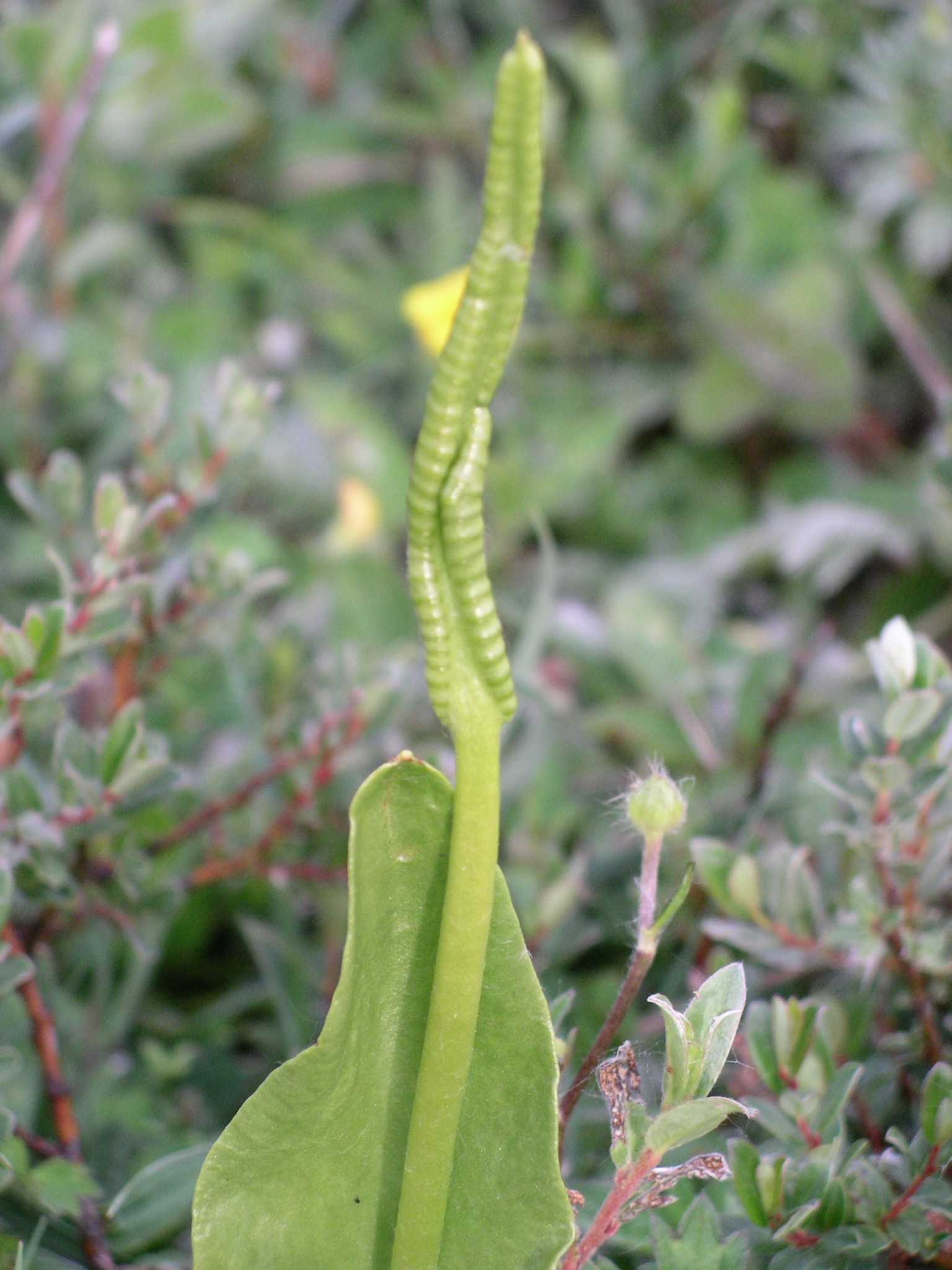
L'ophioglosse commun

#### Faune
Le massif de Zlatar abrite une importante population d'oiseaux. La famille des phasianidés y est notamment représentée par la bartavelle (Alectoris graeca), celle des Rallidae|rallidés par le râle des genêts (Crex crex), celle des picidés par le pic vert (Picus viridis). On y rencontre aussi l'alouette lulu (Lullula arborea) et le monticole de roche (Monticola saxatilis), ou encore le bruant fou (Emberiza cia), qui appartiennent tous trois à l'ordre des passereaux. Le hibou grand-duc (Bubo bubo) et le petit-duc scops (Otus scops) sont également présents dans le secteur. Mais le Zlatar est particulièrement réputé pour ses rapaces, et notamment le vautour fauve (Gyps fulvus). On y trouve ainsi le faucon pèlerin (Falco peregrinus), le circaète Jean-le-Blanc (Circaetus gallicus), spécialisé dans la chasse aux reptiles, l'aigle pomarin (Aquila pomarina) et l'aigle royal (Aquila chrysaetos).

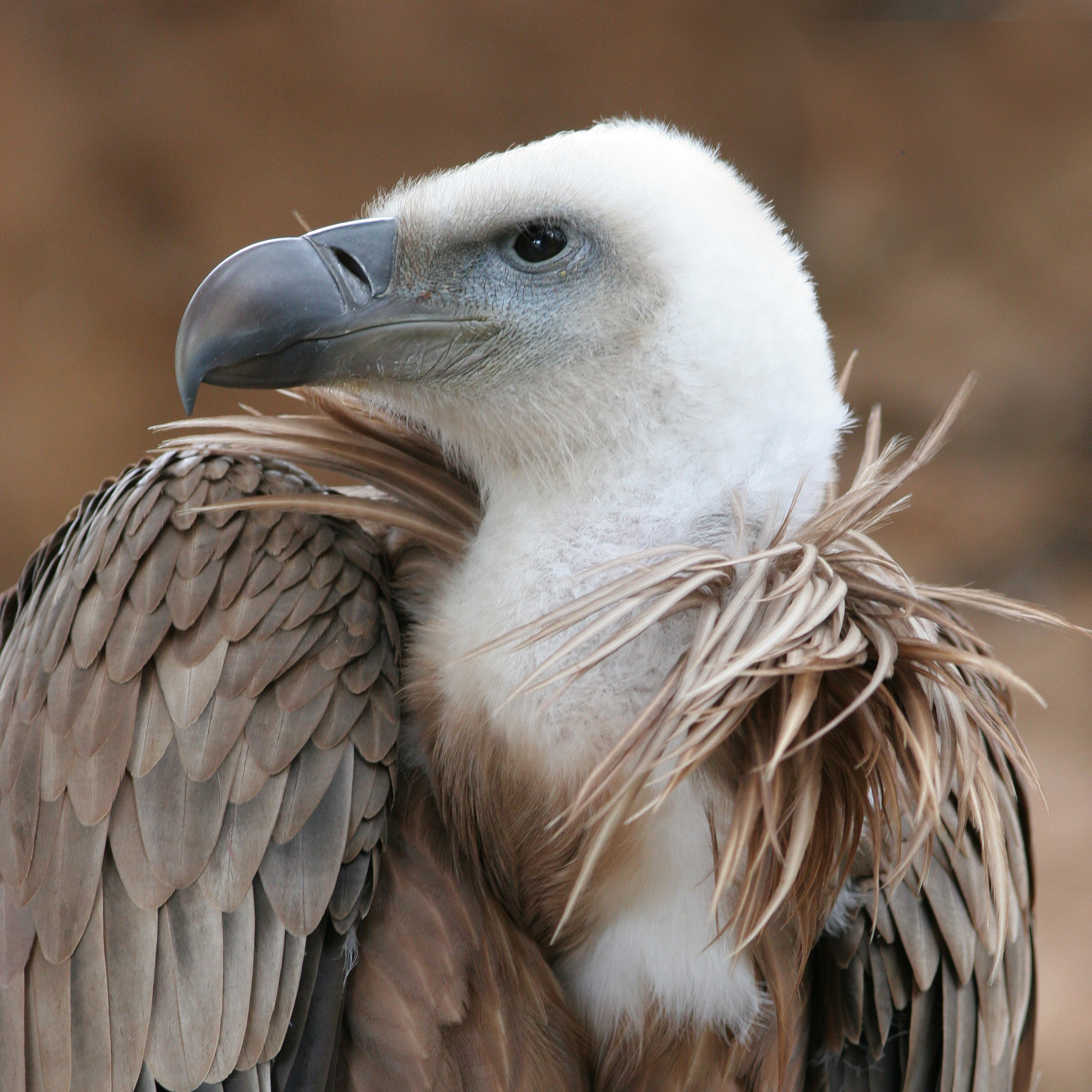
Le vautour fauve
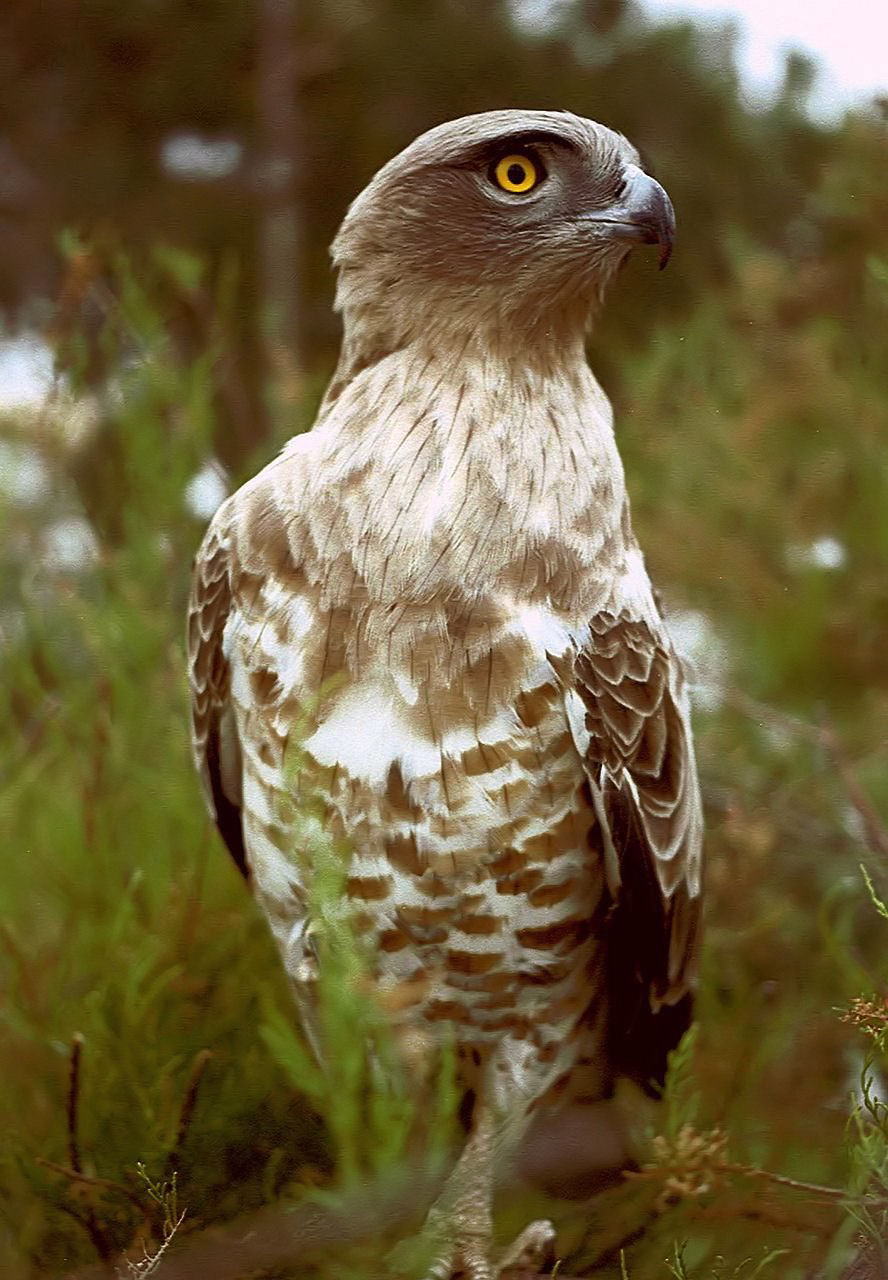
Le circaète Jean-le-Blanc
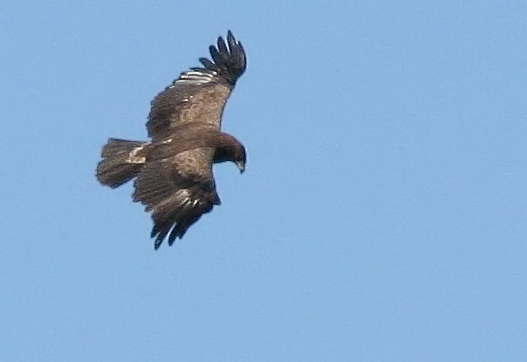
L'aigle pomarin

### Villes et villages

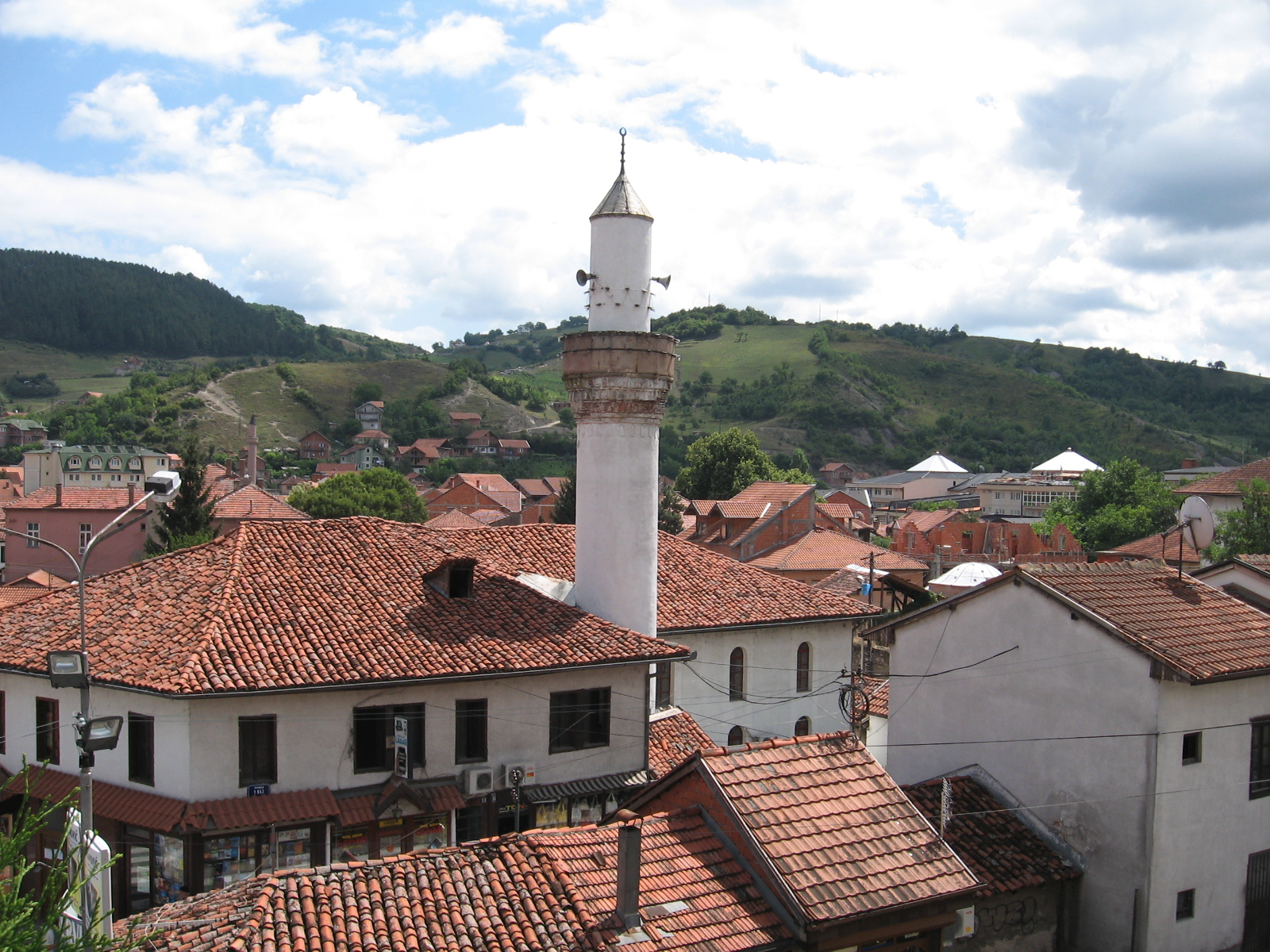
Le centre de Novi Pazar

Sur le plan administratif, les monts Zlatar s'étendent sur plusieurs municipalités de Serbie. Une petite partie de la chaîne, située à l'extrême nord fait partie de la municipalité de Nova Varoš. En revanche, pour l'essentiel, le Zlatar s'étend sur celles de Prijepolje au nord-ouest, de Sjenica au centre et au sud, de Tutin, au sud, et de Novi Pazar à l'est et au sud-est. Au recensement de 2002, la ville de Nova Varoš comptait 10 335 habitants, Prijepolje 15 031, Sjenica 13 161 et Tutin 9 111. Avec 54 604 habitants, la ville de Novi Pazar, située entre les monts Jarut et Rogozna, est la localité la plus importante du secteur. Parmi les  villages du Zlatar, on peut citer Kosatica (353 habitants), situé sur le Zlatar proprement dit, Kaćevo (55 hab.) et Milošev Do (126 hab.), tous deux situés au nord du Jadovnik ; tous ces villages sont administrativement rattachés à la municipalité de Prijepolje,. La municipalité de Sjenica compte de nombreux petits villages, parmi lesquels on peut citer Trijebine (397 hab.), au nord de l'Ozren, Trešnjevica (97 hab.) et Goševo (70 hab.), au sud-ouest de la montagne de Giljeva, ou encore Buđevo (91 hab.), situé au pied du mont Đed, le point culminant de cette montagne. Le Jarut est lui aussi bordé par de petit villages, comme Tuzinje (204 hab.), à l'ouest, Naboje (218 hab.), au sud, Čukote (136 hab.) et Dobri Dub (240 hab.), à l'est, ces trois derniers villages faisant partie de la municipalité de Tutin,. Au cœur de la montagne de Rogozna se trouvent les villages de Vučja Lokva (15 hab.) et de Kašalj (35 hab.), situés respectivement au nord-est et au sud du mont Šanac. Tous les villages précédemment cités sont officiellement considérés comme des « communautés locales » (en serbe : Месна заједница et Mesna zajednica), la plus petite unité administrative de la république de Serbie.

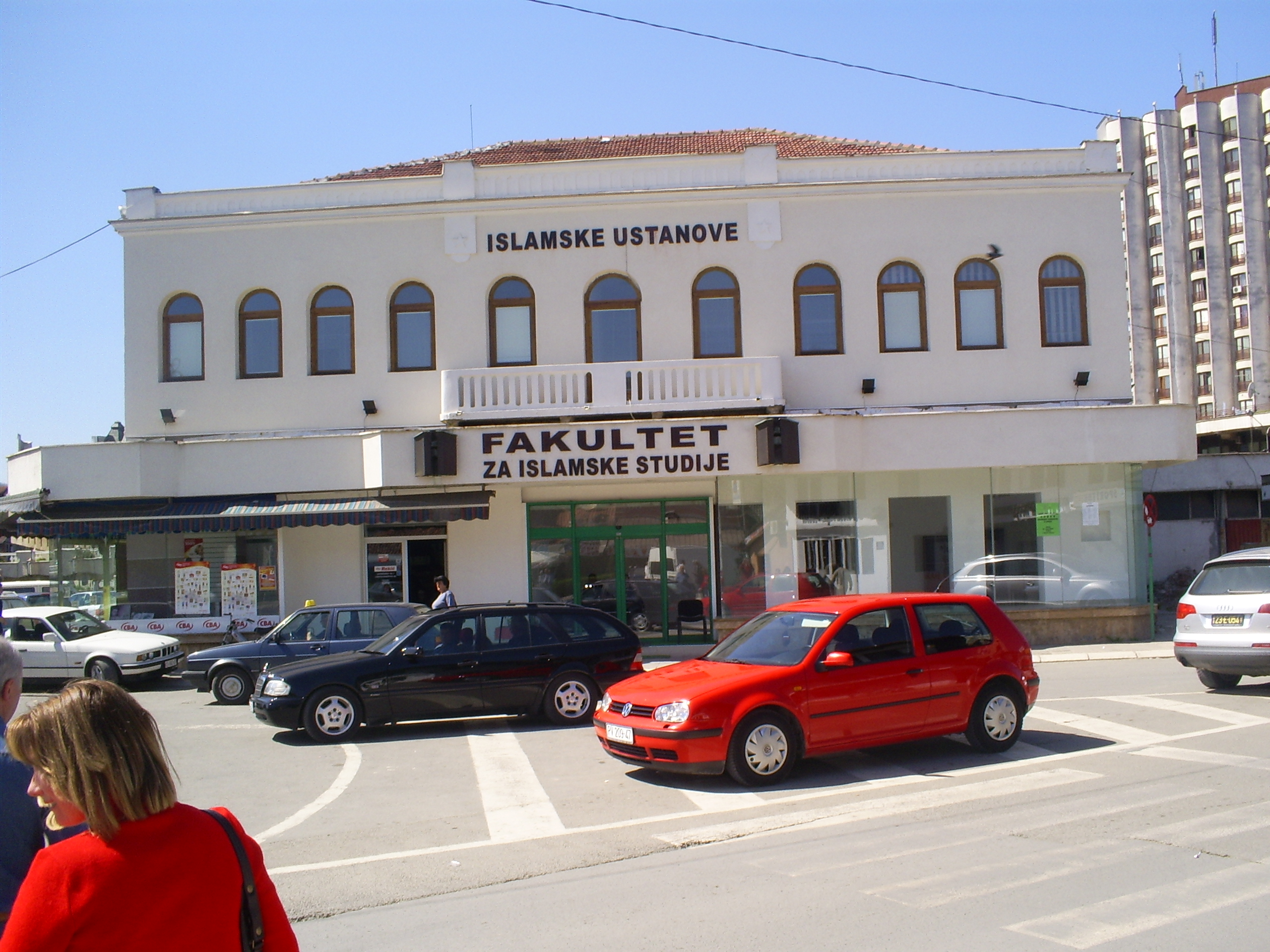
La Faculté d'études islamiques de Novi Pazar

### Population
Sur le plan du peuplement, le Zlatar se présente comme une zone hétérogène. La municipalité de Prijepolje est habitée à plus de 62 % par des Serbes mais elle possède également une importante minorité de Bosniaques (26,21 %), auxquels s'ajoute un certain nombre de Musulmans (8,14 %) ; cette dernière catégorie, créée à l'époque du maréchal Tito, officielle dans les recensements de la république fédérale socialiste de Yougoslavie et dans ceux des pays qui en sont issus, englobe les Slaves convertis à l'Islam et, pour l'essentiel, des populations bosniaques. Dans les municipalités de Sjenica, Tutin et Novi Pazar, qui couvrent les trois quarts du Zlatar, vivent une majorité de Bosniaques, avec respectivement 76,79 %, 91,57 % et 72,86 % de la population. Cette communauté est représentée par de nombreux partis politiques comme le Parti d'action démocratique du Sandžak, dont le président, Sulejman Ugljanin, est membre du gouvernement de la Serbie.

## Histoire

### Jusqu'auXVesiècle

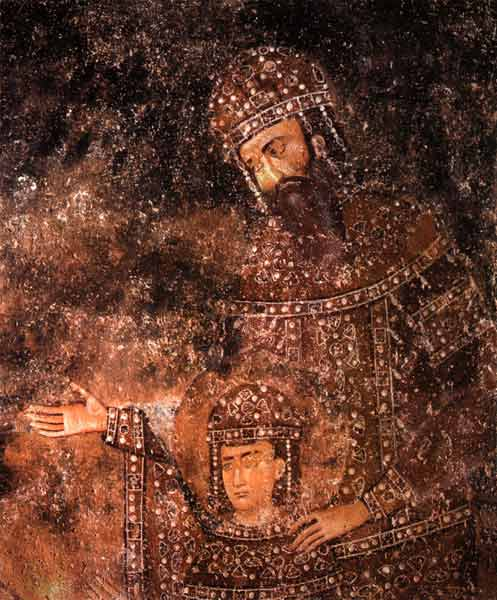
Uroš Ier et son fils Dragutin

La présence humaine dans les monts Zlatar est attestée depuis la Préhistoire, et notamment à l'âge de la pierre. La région fut peuplée par les Illyriens et par les Celtes. Les Romains se rendirent ensuite maîtres de la région. Des vestiges de cette période romaine ont été mis au jour dans la région, notamment une nécropole située sur le site de Dvorine, à Kolovrat, près de Prijepolje, au nord ouest du massif ; remontant au Ier siècle, elle atteste de la romanisation des populations locales ; on y a exhumé des verreries et des céramiques, ainsi que des objets en argent et en or. Les autres découvertes réalisées sur le site montrent que cette localité, intégrée à la province de Dalmatie, constituait un centre commercial et administratif important au IIIe siècle. Une voie romaine existait également dans la vallée du Lim, qui croisait la route de Dubrovnik. Le Zlatar, situé à proximité du limes, connut les soubresauts de la fin de l'Empire, avec les invasions successives des Goths, des Huns, des Gépides, des Lombards et des Avars.

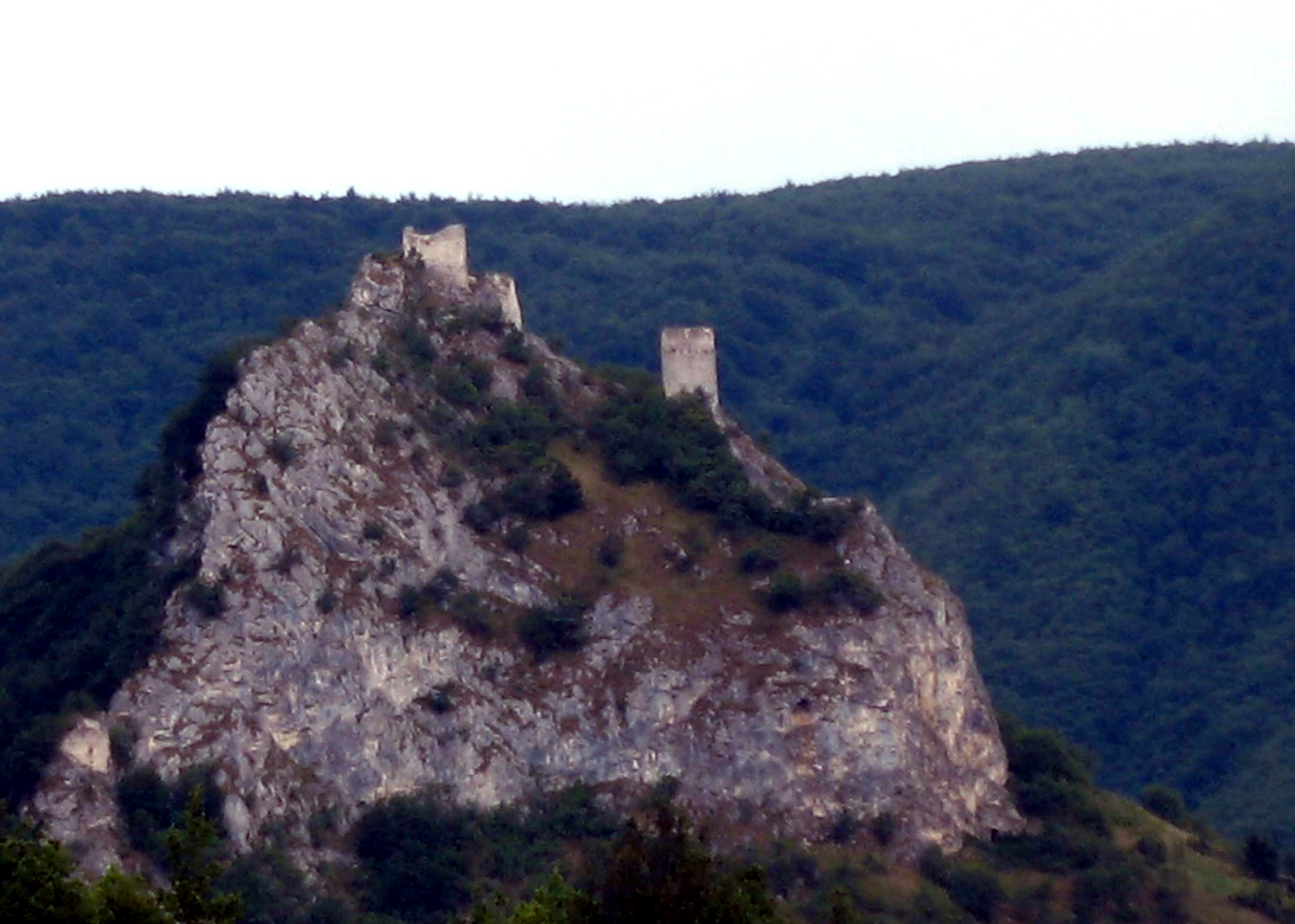
La forteresse de Mileševac

Les Serbes s'installèrent dans le secteur à partir du VIIe siècle, à l'invitation de l'empereur byzantin Héraclius. Ils y fondèrent l'État autonome de Rascie, en serbe Рашка ou Raška, ainsi nommé en raison de la rivière de la Raška qui le traversait. Le premier souverain de ce territoire dont on connaisse le nom s'appelait Višeslav, de la dynastie des Vlastimirović, qui y régna aux alentours de 780. Au IXe siècle, sous le règne de Mutimir, le Zlatar, comme le reste de l'actuelle Serbie, fut christianisé par les saints Cyrille et Méthode. À la même époque fut fondée la ville de Ras, près de l'actuelle Novi Pazar, au confluent de la Raška et de l’Ibar ; celle ville devint la capitale de la Rascie et, de ce fait, du premier État serbe. Au XIe siècle, la Rascie était devenue le plus important de tous les États serbes.
Le XIIe siècle, qui vit l'arrivée au pouvoir de la dynastie des Nemanjić, ainsi que le XIIIe siècle, furent marqués par de nombreuses réalisations architecturales, religieuses ou défensives dans le secteur du Zlatar. Par exemple, le monastère de Mileševa fut fondé en 1234 par le roi Stefan Vladislav et il devint un lieu de pèlerinage important parce qu'il abrita, à partir de 1236, les reliques de Saint Sava, fils cadet de Stefan Nemanja et fondateur de l'Église orthodoxe serbe. Le monastère de Sopoćani fut, quant à lui, fondé en 1260 par le roi Uroš Ier. Des forteresses furent également érigées, comme celle de Mileševac. La ville de Sjenica est mentionnée pour la première fois en 1262 et celle de Prijepolje en 1343. En revanche, le XIVe siècle fut également marqué par l'arrivée des Ottomans dans les Balkans, qui, au milieu du XVe siècle, se rendirent maîtres de la majeure partie de la Serbie médiévale, dont la région des monts Zlatar.

### La période ottomane
En 1455, le sultan Mehmed II « le Conquérant », qui venait également de prendre Constantinople, signa un traité avec le despote serbe Đurađ Branković. Aux termes de cet accord, l'ancienne Rascie (Raška) devint officiellement une terre ottomane. La région fut alors intégrée au krajište de Skopje (en serbe : Skopskog krajišta), un krajište désignant une zone frontière de l'Empire ottoman. Le début de la période ottomane à Zlatar fut marquée par la fondation de Novi Pazar par Isa-beg Isaković, entre 1449 et 1461, qui y construisit également une forteresse. Cette ville, située à 8 km de l'ancienne capitale de Ras, reçut la visite du sultan Mehmed II Fatih en 1459. En 1463, fut créé le Sandjak de Bosnie (Bosanski Sandžak),, le sandjak étant une subdivision d'une province (eyalet ou pachalik) de l'Empire. Les monts Zlatar y furent intégrés, avec notamment les villes de Ras, Novi Pazar et Sjenica. En 1485, Novi Pazar devint le siège d'un kaliduk, une subdivision du sandjak. En 1580, le Sandjak de Bosnie fut transformé en pachalik, intégrant toute la zone du Zlatar.

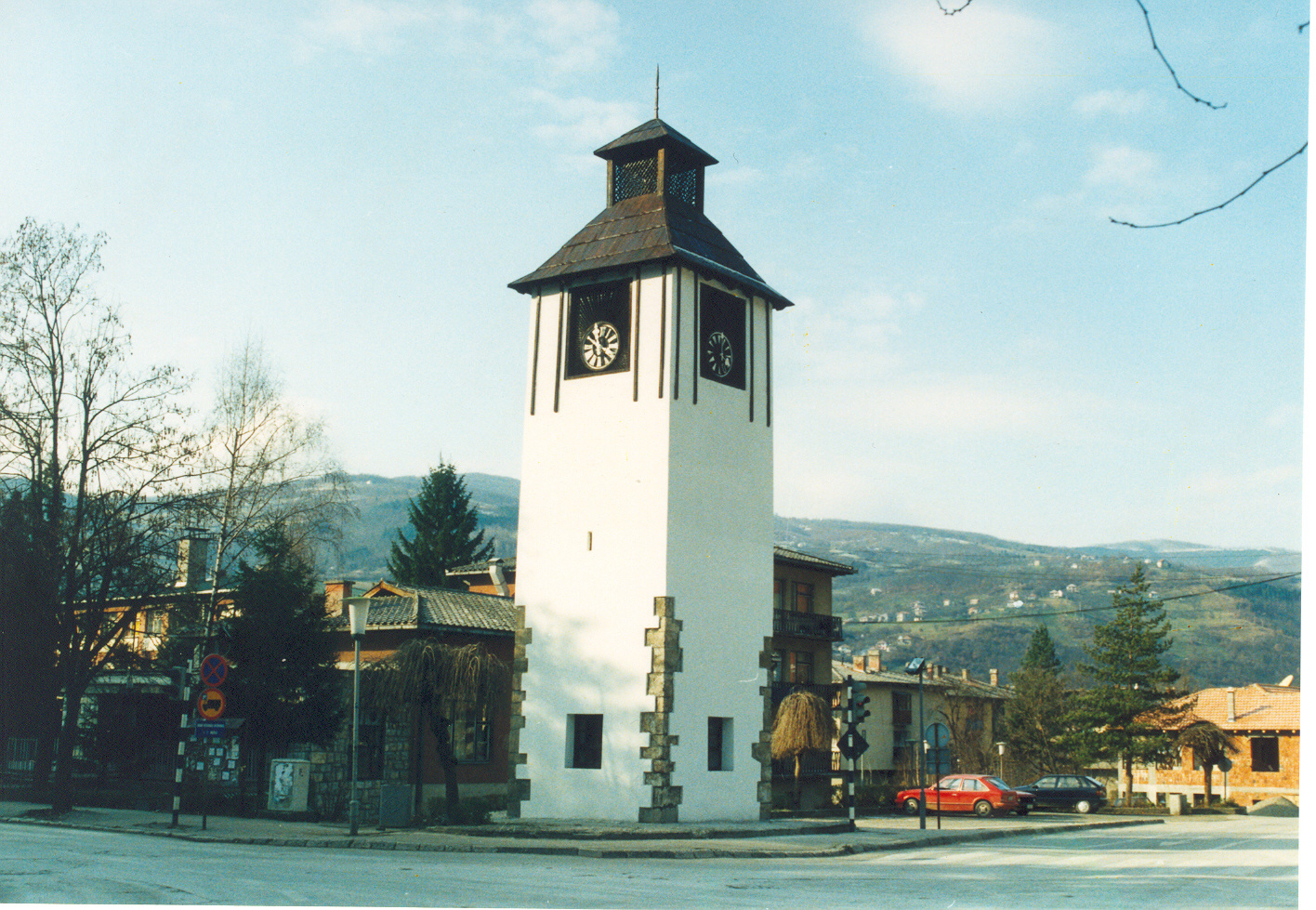
La Tour de l'horloge à Prijepolje

Cette présence turque s'accompagna d'une islamisation progressive de la population, ce dont témoigne, par exemple, la construction de la mosquée Altun-alem à Novi Pazar, édifiée entre 1516 et 1528, celle d'Ibrahim Pacha à Prijepolje, au nord ouest du massif, construite en 1572 ou encore celle du village d'Hisardžik, l'une des plus anciennes du secteur et qui conserve une copie manuscrite du Coran. En 1664, le voyageur ottoman Evliya Çelebi mentionne la mosquée d'Ibrahim Pacha, ainsi que la tour de l'horloge de Prijepolje, construite au XVIIe siècle, « une tour étrange, dont la cloche se fait entendre jusqu'à Mileševa » ; à ses dires, la ville de Novi Pazar est l'une des plus peuplées de Balkans.
Durant cette période, les monastères orthodoxes serbes du Zlatar constituèrent des foyers de résistance à l'islamisation. Le monastère de Mileševa, incendié en 1459 par les Turcs, fut rapidement restauré et, dans la première moitié du XVIe siècle, il fut réputé pour les travaux d'enluminure de ses moines[réf. nécessaire]. En 1594, eut lieu la révolte du Banat, dans l'actuelle province de Voïvodine, dirigée contre l'occupation ottomane. Pour briser la rébellion, le pacha de Belgrade, Sinan Pacha, ordonna que l’on fît venir les reliques de Saint Sava qui reposaient à Mileševa ; le 27 avril 1594, elles furent brûlées en public sur le plateau de Vračar (aujourd’hui un quartier de Belgrade). Au XVIIe siècle, la région du Zlatar fut touchée par les soubresauts de la « Grande Guerre de Vienne » (1683-1699). Au cours de cette guerre, le patriarche de l'Église orthodoxe serbe, Arsenije III Čarnojević apporta son soutien aux Autrichiens, en lutte contre les Ottomans. En 1689, l'armée autrichienne et les insurgés serbes réussirent à s'emparer de Sjenica et de Novi Pazar,. Mais les Turcs reprirent la région et pratiquèrent une politique de représailles. Le monastère de Sopoćani fut incendié ; les moines s'enfuirent, emportant avec eux au Kosovo d’importantes reliques puis le monastère resta à l'abandon[réf. nécessaire]. Le Zlatar fut encore impliqué dans la quatrième guerre austro-turque (1736-1739) : les insurgés serbes qui se battaient aux côtés des Autrichiens s'emparèrent de Novi Pazar, mais cette occupation fut de courte durée,. Au cours de la Guerre austro-turque de 1788-1791, au temps de l'éphémère Krajina de Koča, le futur chef du Premier soulèvement serbe contre les Turcs, Karađorđe (Karageorges), participa à la révolte et, avec ses troupes, atteignit même la ville de Novi Pazar. Après l'échec de ces diverses tentatives, en 1790, fut créé le Sandjak de Novipazar, une subdivision du Pachalik de Bosnie qui étendait son influence sur le tout le massif de Zlatar et notamment sur les villes de Nova Varoš, Prijepolje et Sjenica. L'actuelle région géographique du Sandjak (en serbe : Санџак ou Sandžak), dont le Zlatar fait partie, doit son nom à cette province historique.

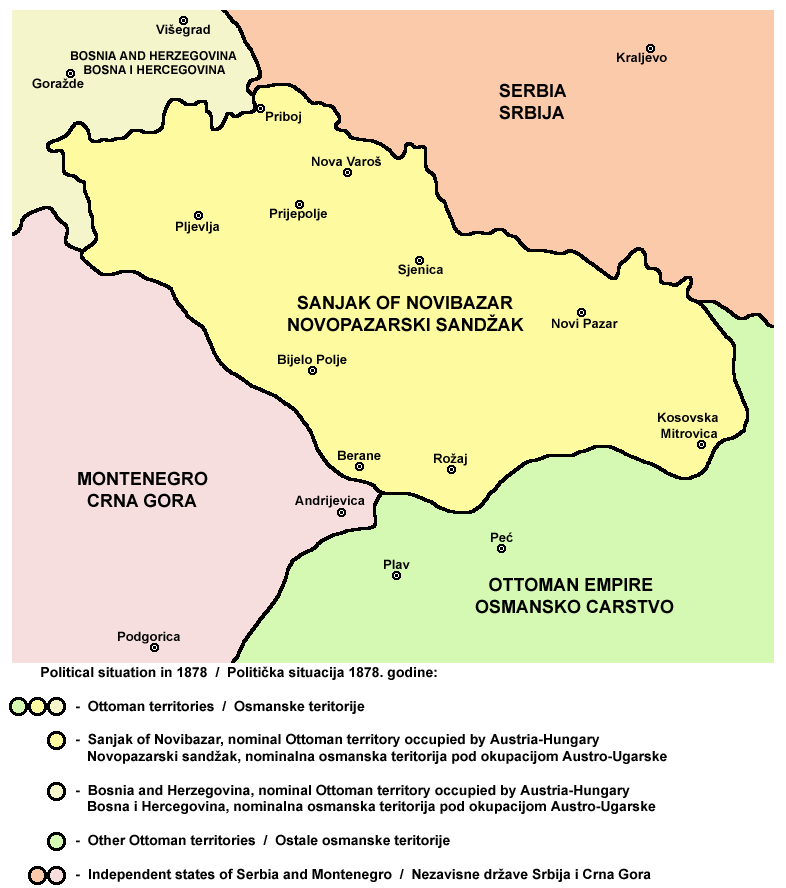
Le Sandjak de Novipazar en 1878

Au début du XIXe siècle, tandis que le nord de l'actuelle Serbie centrale acquérait son autonomie, officiellement reconnue par la Sublime Porte en 1833, la région du Zlatar resta une possession ottomane. La guerre russo-turque de 1877-1878, à laquelle participa la Serbie, eut des conséquences pour le Sandjak de Novipazar. Gagnée par la Russie et ses alliés, la guerre se conclut par le traité de Berlin, qui donnait à l'empire d'Autriche-Hongrie l'autorisation d'installer des troupes en Bosnie et en Herzégovine, à condition que ces provinces restent ottomanes. De ce fait, la région du Zlatar passa sous contrôle autrichien, malgré les revendications serbes sur ce secteur. En 1908, l'empire d'Autriche annexa la Bosnie et l'Herzégovine, en dépit des clauses du traité de Berlin ; en revanche, dès 1909, le Sandjak de Novipazar fut restitué à l'Empire ottoman[réf. nécessaire]. Le secteur du Zlatar ne redevint serbe qu'à l'issue des guerres des Balkans (1912-1913).

## Architecture

### Moyen Âge serbe

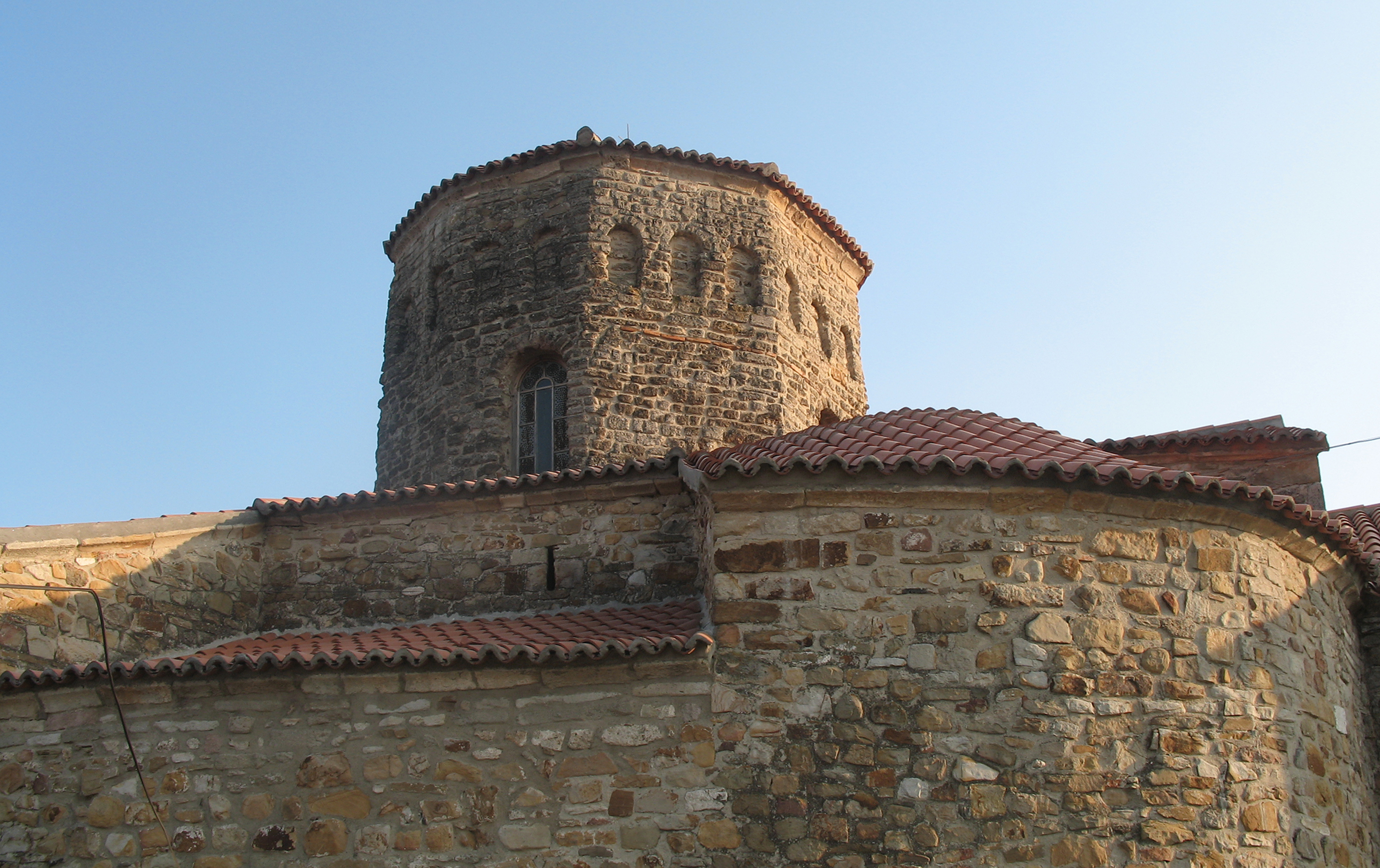
L'église Saint-Pierre de Ras, IXe siècle

Les monts Zlatar abritent de nombreux monastères et églises datant du Moyen Âge. L'ensemble médiéval le plus important se trouve au sud-est de la chaîne, près de Novi Pazar ; il constitué par les vestiges de la ville de Ras, encore appelée Vieux Ras (en serbe : Stari Ras), l'ancienne capitale de la Rascie, et par les monastères de Sopoćani et de Đurđevi Stupovi. En 1979, cet ensemble a été inscrit sur la liste du patrimoine mondial de l’UNESCO en raison de sa valeur historique et architecturale. De fait, le site de Ras conserve un certain nombre de monuments construits entre le IXe et le XIe siècle, et notamment l'église Saint-Pierre (en serbe : Petrova crkva), qui remonte au IXe siècle, ce qui en fait l'un des édifices religieux les plus anciens de Serbie ; bâtie à l'emplacement d'une nécropole illyrienne et d'un cimetière paléochrétien, elle a été originellement conçue comme un édifice circulaire surmonté d'un dôme, dont le plan fut modifié au fil du temps. Le prince Stefan Nemanja (1117-1199) y fut baptisé et l'intérieur de l'édifice fut orné de fresques au XIIIe siècle. Le monastère de Đurđevi Stupovi, situé sur une hauteur dominant Novi Pazar, a été fondé par Stefan Nemanja et construit entre 1168 et 1172 ; son église, dédiée à saint Georges, abrite des fresques dont certaines, comme celle de la Trinité, remontent au début du XIIIe siècle. Le monastère de Sopoćani, quant à lui, fondé en 1260 par le roi Stefan Uroš Ier, possède une église dédiée à la Sainte-Trinité, dont les fresques remontent elles aussi au XIIIe siècle ; ces fresques, parmi lesquelles figure une célèbre Dormition de la Vierge, rappellent, par leur technique, celles de l'époque romaine et constituent l'un des attraits du monastère. La forteresse de Gradine, qui remonte au IXe siècle et qui domine le village de Trgovište, fait elle aussi partie de l'ensemble patrimonial du Vieux Ras.
Le nord du Zlatar abrite lui aussi quelques monastères orthodoxes serbes. Le plus important d'entre eux est sans doute le monastère de Mileševa, situé près de Prijepolje. Fondé en 1234 par le roi Stefan III Vladislav, il possède une église consacrée à l’Ascension de Notre-Seigneur. Cet édifice, de plan rectangulaire, est surmonté de deux clochers de style byzantin ; à l’est elle est entourée d’une abside triple. Conçue comme un mausolée, l’église abrite aujourd’hui encore les tombes du roi Vladislav et de Saint Sava, le fondateur de l'Église orthodoxe serbe. L'église de Mileševa est célèbre dans toute la Serbie pour sa fresque de l'Ange blanc sur le tombeau du Christ ; caractéristique de la « période latine » de l'art byzantin, elle a été réalisée par des peintres grecs anonymes, venus de Constantinople, de Nicée et de Thessalonique. Sur un pic dominant le monastère de Mileševa se trouvent également les ruines de la forteresse de Mileševac, qui remonte au XIIIe siècle. Le monastère de Davidovica, situé au bord du Lim, près du village de Brodarevo dans la municipalité de Prijepolje, a été fondé en 1281 par Dimitrije Nemanjić, un des fils de Vukan Nemanjić et celui de Kumanica, situé près de Vrbnica, dans la municipalité de Sjenica, a été fondé à la fin du XIIIe siècle.

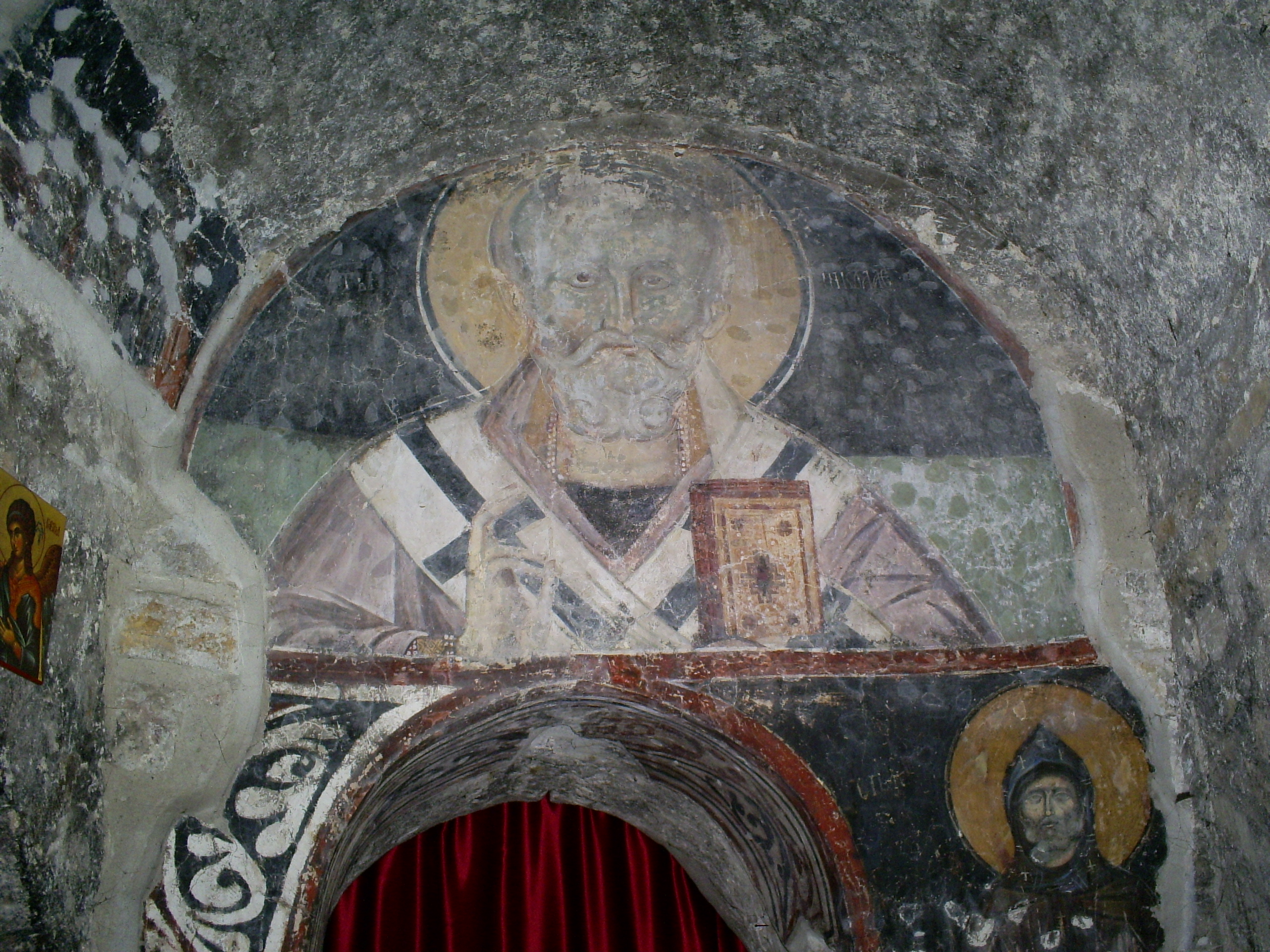
Fresque représentant Saint Nicolas, dans l'église Saint-Pierre
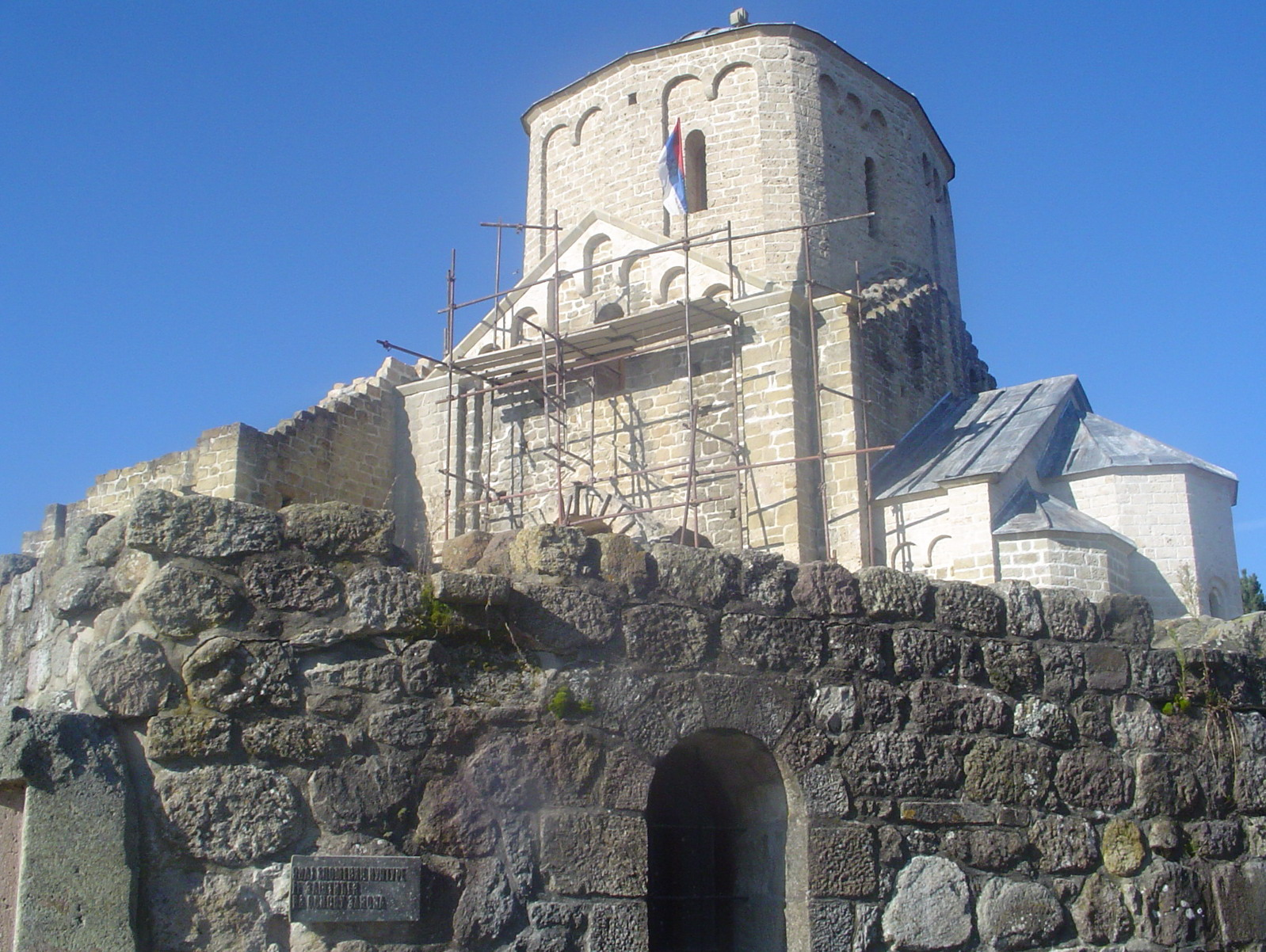
Le monastère de Đurđevi Stupovi (XIIe siècle)
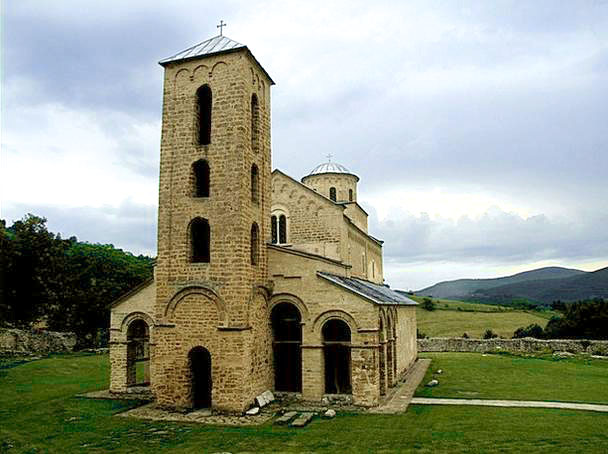
Le monastère de Sopoćani (XIIIe siècle)
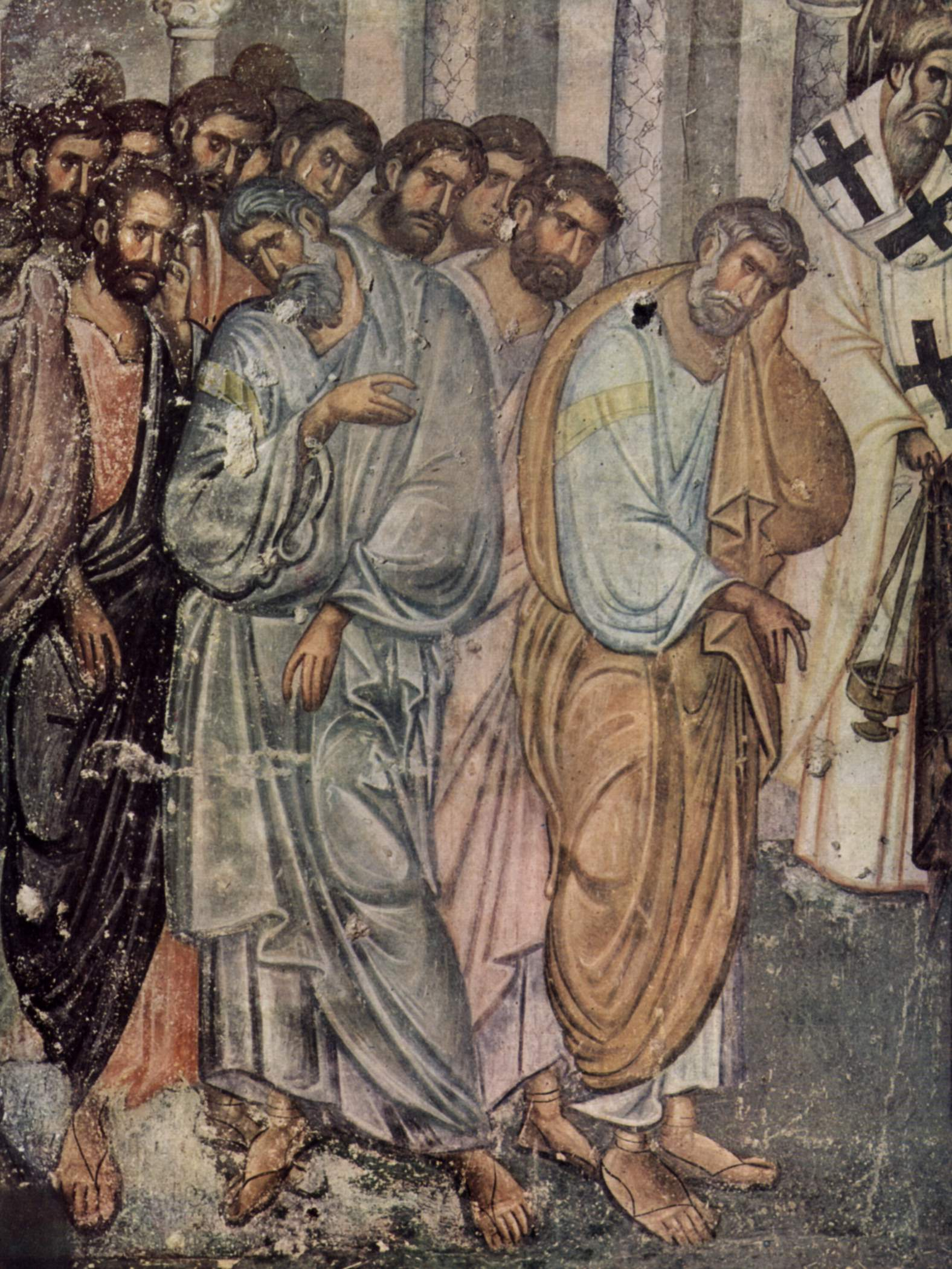
Détail de la fresque de la Dormition de la Vierge, monastère de Sopoćani
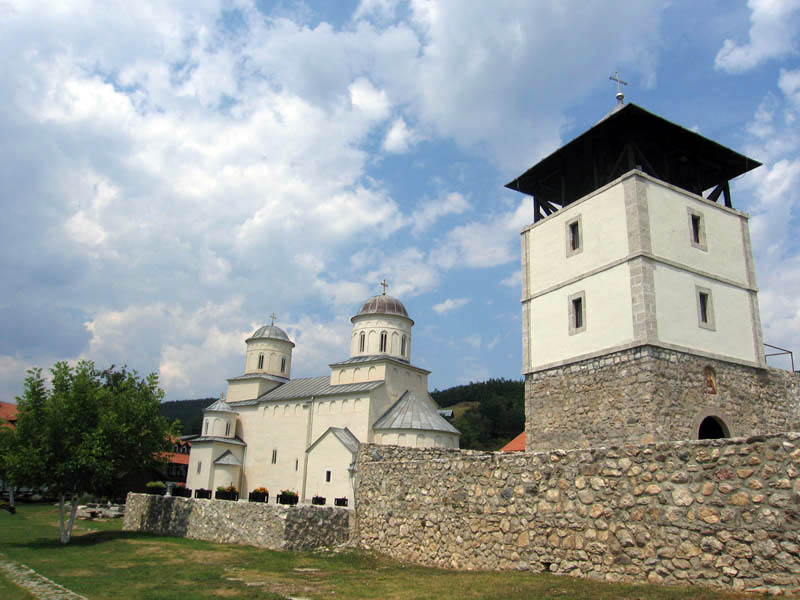
Le monastère de Mileševa
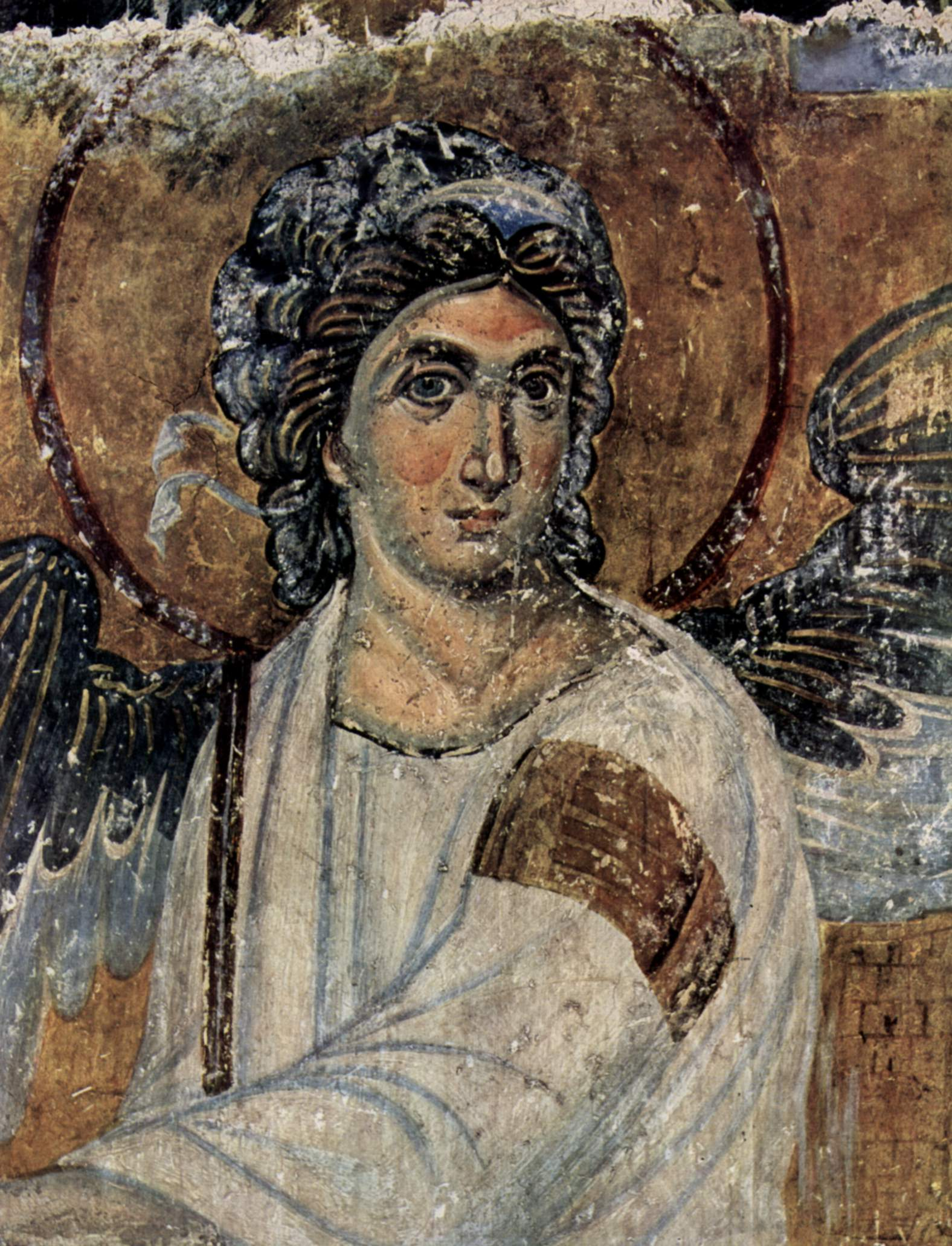
La fresque de l'Ange blanc, monastère de Mileševa
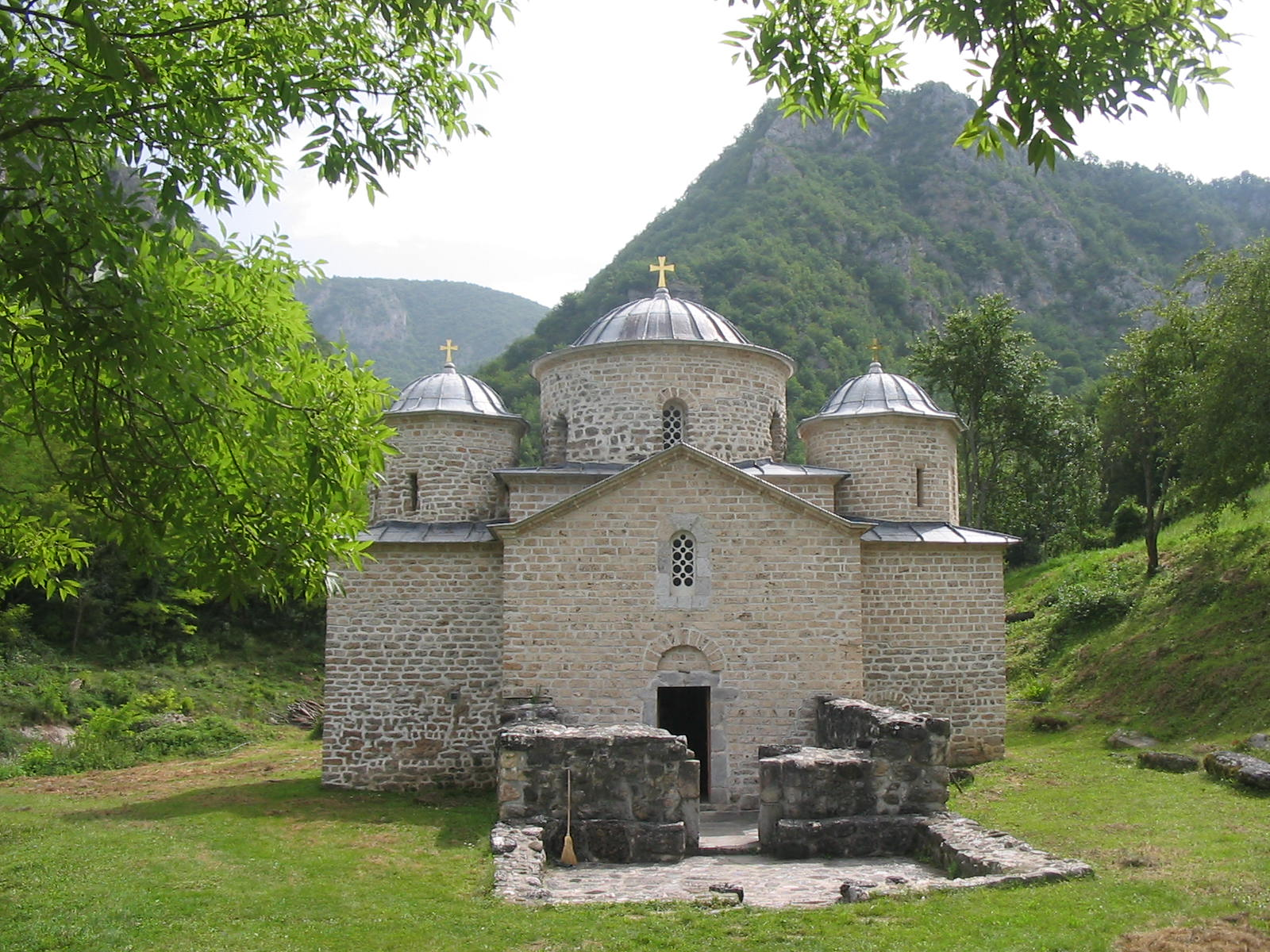
Le monastère de Davidovica (XIIIe siècle)
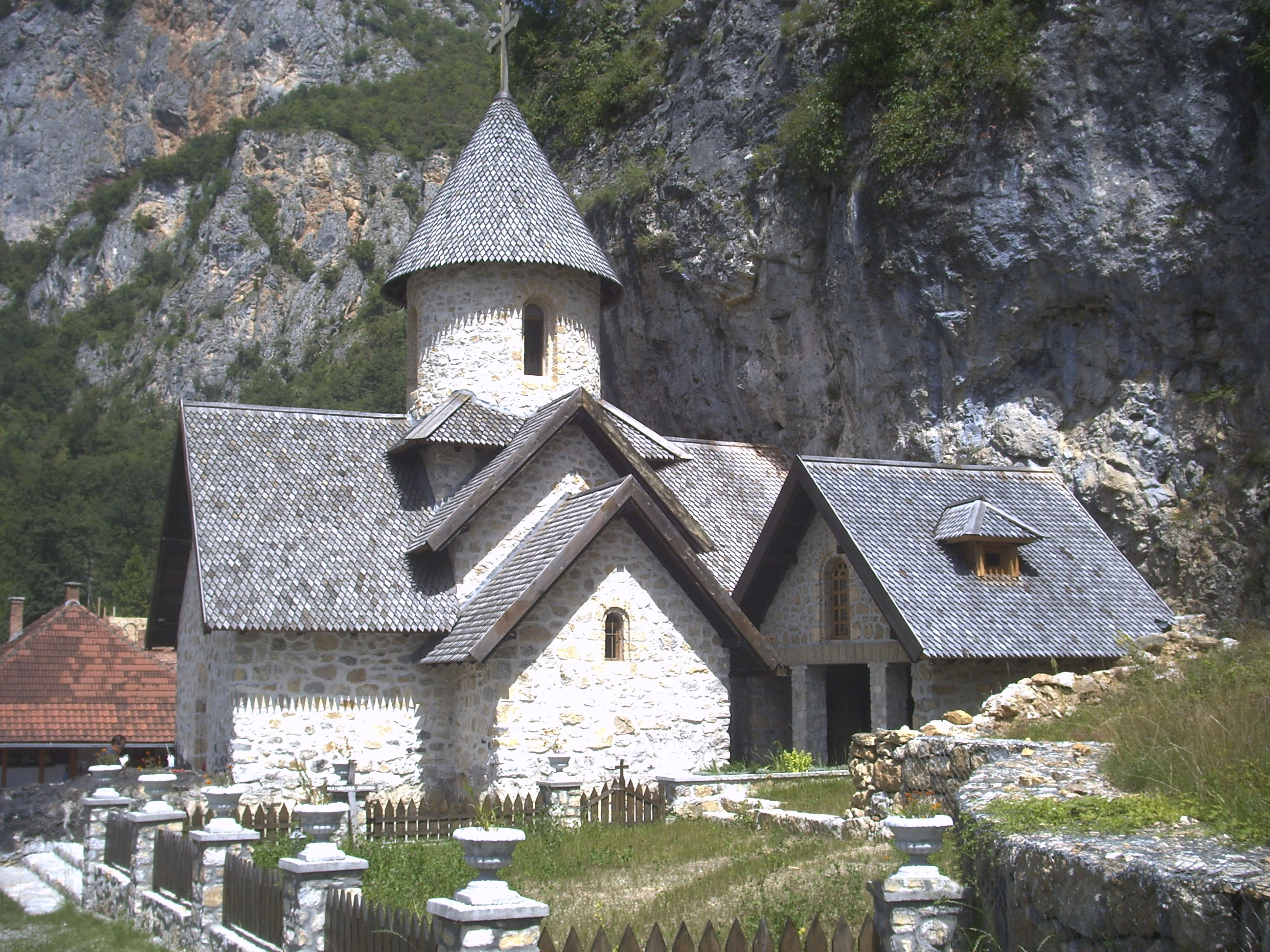
Le monastère de Kumanica (XIIIe siècle)

### Période ottomane
Les Ottomans ont occupé les monts Zlatar pendant près de 450 ans. De ce fait, on y trouve encore de nombreux édifices anciens remontant à cette période :
- Forteresse de Novi Pazar (XVe siècle), construite par Isa-beg Ishaković
- Mosquée d'Ibrahim Pacha (Ибрахим пашина џамија et Ibrahim pašina džamija)
- Le han Amir-agin, à Novi Pazar XVIIe siècle
- La Tour de l'horloge à Prijepolje (XVIIIe siècle)
- Mosquée Altun-Alem à Novi Pazar (XVIe siècle)

Mais les monts Zlatar conservent également des édifices ottomans plus tardifs. Nova Varoš, au nord de la chaîne, possède un quartier turc ou Čaršija, remontant à l'époque où la ville était un vilayet de l'Empire. La mosquée du quartier a été construite en 1894. Le bâtiment de la Kajtakama, qui abrite aujourd'hui la bibliothèque municipale de la ville, a été construite en 1909.

### Architecture traditionnelle

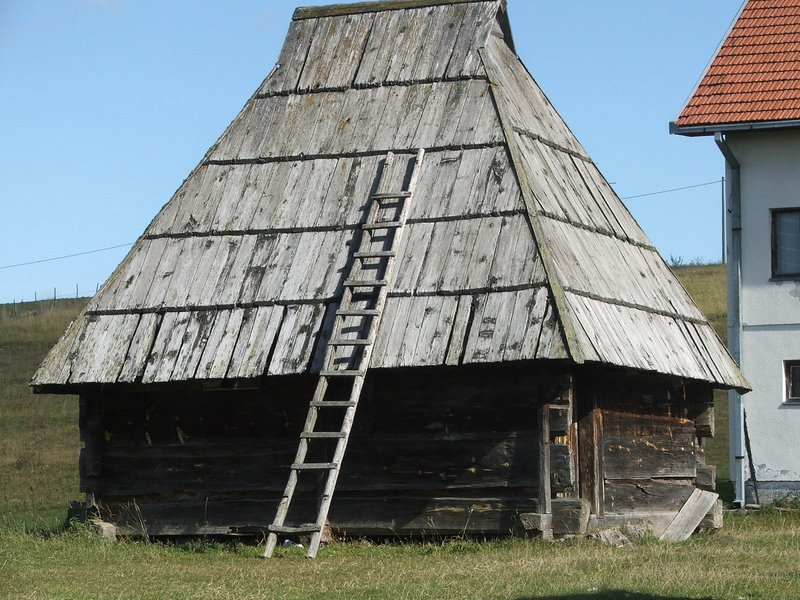
Une maison ancienne à Jabuka, près de Prijepolje

Les monts Zlatar conservent également de nombreuses maisons anciennes, notamment en bois, construites dans le style traditionnel de la région. Près de Nova Varoš, par exemple, se trouve le petit ethno-village de Štitkovo, qui conserve des maisons de la seconde moitié du XIXe siècle, typiques de la région de Stari Vlah et placées sous la protection de l'État.

## Activités

### Infrastructures et économie

#### Transport
Quelques axes traversent le Zlatar. La route nationale 21 relie Nova Varoš à Prijepolje, via Bistrica ; suivant le cours du Lim, elle se dirige ensuite vers le sud, longeant la rivière et les monts Jadovnik ; elle traverse Gračanica et Brodarevo, avant d'atteindre la frontière avec le Monténégro à Gostun ; elle se prolonge ensuite jusqu'à Bijelo Polje, ville après laquelle elle se relie à la route européenne E65. La route nationale 8 relie Prijepolje à Novi Pazar par Sjenica ; sur son parcours, elle longe le nord du Jadovnik, de l'Ozren et la Ninaja. La route nationale 22 passe à Novi Pazar, reliant la ville à la route européenne E65 (au sud) et à la ville de Raška (au nord). La route nationale 22-3, à l'est des monts Rogozna, relie Kosovska Mitrovica (au Kosovo) à Raška. Quelques routes secondaires traversent le Zlatar. reliant au nord Projepolje à Pljevlja (au Monténégro), Sjenica au village de Trešnjevica, entre l'Ozren et les monts Giljeva. Depuis Novi Pazar, quelques axes rayonnent dans les montagnes avoisinantes. En direction du nord-ouest, une route conduit à Plešin, dans la municipalité de Raška, au sud des monts Golija ; en direction du nord, une petite route, parallèle à la nationale 22 et longeant la rivière Raška mène à la ville éponyme ; en direction du sud-est, une voie traverse les monts Rogozna et mène jusqu'à Zvečan (au Kosovo) ; en directions de l'ouest, une route longe le monastère de Sopoćani et conduit à Baćica, au sud du mont Ninaja ; en direction du sud, une petite route de montagne conduit à Tutin, par le mont Burovnjak, le village de Raduhovce et le col de Kamine (1 043 m).
La voie ferroviaire la plus importante du Zlatar, la ligne ferroviaire Belgrade-Bar, passe à Prijepolje. L'aéroport le plus proche est celui d'Užice-Ponikve ; gravement endommagé lors de la guerre du Kosovo par les bombardements de la Serbie par l'OTAN, il est encore en reconstruction et pourrait rouvrir aux vols civils dans le courant de l'année 2008[réf. nécessaire].

#### Économie
Si l'ensemble de la chaîne est essentiellement constitué de zones rurales, le Zlatar possède quelques centres plus industriels. La ville de Novi Pazar, au sud-est, est un des centres économiques du secteur. Parmi les entreprises les plus importantes de la ville, on peut citer la société Sloga, qui produit des briques et des tuiles d'argile ; cette société fait partie des cent entreprises du BELEXline, l'un des principaux indices de la Bourse de Belgrade. La société Novi Pazar put est spécialisée dans la construction, Polet dans la boulangerie-pâtisserie. La ville possède beaucoup d'autres entreprises, comme Ukras (construction), Deževa nameštaj (industrie manufacturière), Minel Rastavljači (équipements électriques et optique), Raška (textile), Sandžaktrans (immobilier), Razvitak, Jošanica, Uniprom et Sloboda (commerce), Sandžaktrans ugostiteljstvo 15. maj (hôtellerie-restauration) etc.

### Tourisme

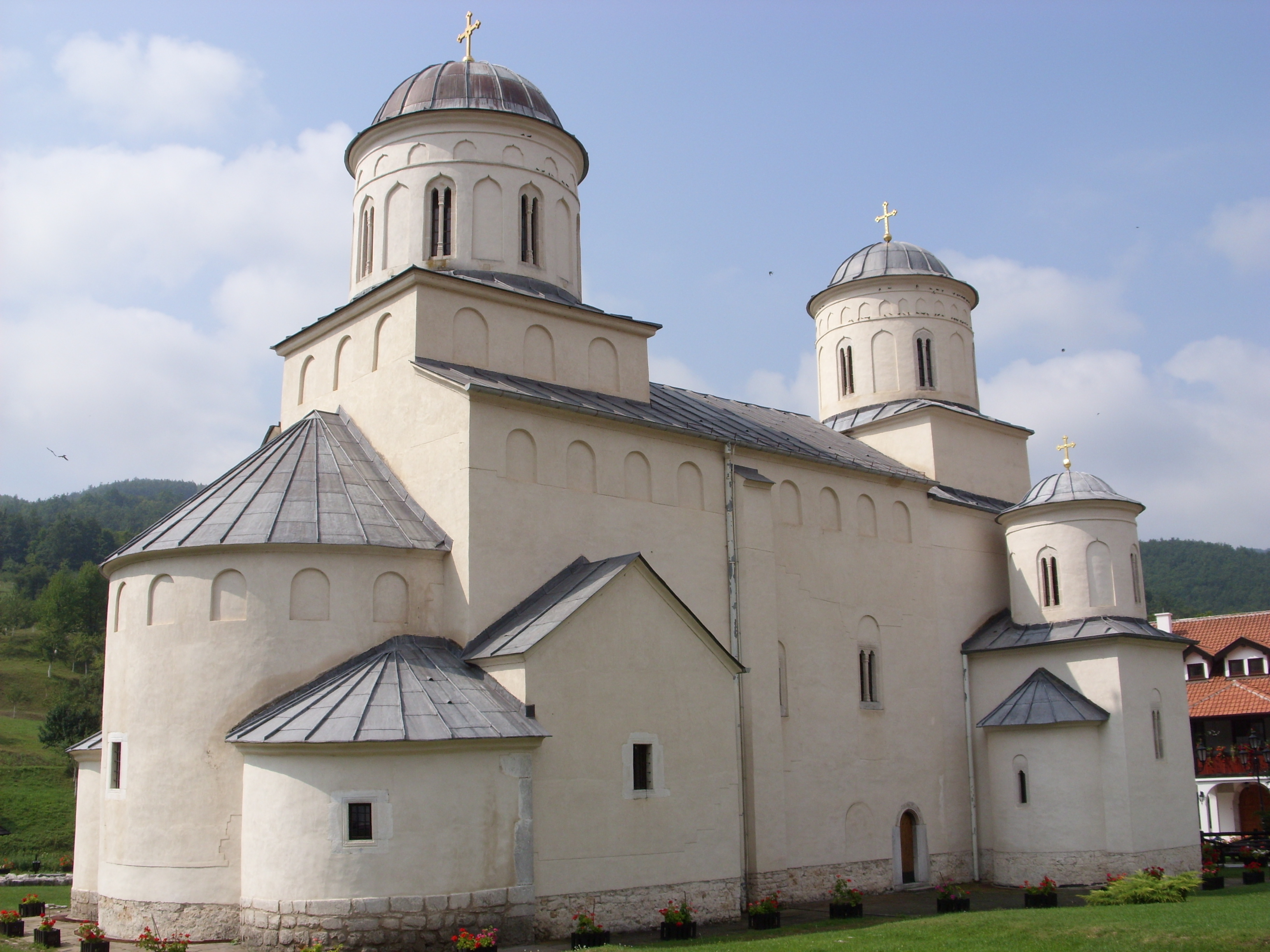
Le monastère de Mileševa

Au nord de la chaîne, Nova Varoš possède quelques possibilités d'hébergement, notamment chez l'habitant. Sur la montagne de Zlatar proprement dite se trouvent également quelques hôtels, parmi lesquels on peut citer le centre Zlatar, spécialisé dans la prévention et le traitement des maladies cardio-vasculaires. Le secteur et, notamment, les abords du lac Zlatar offrent également des possibilités pour le camping. La ville possède une association de chasse appelée Kozomor (en serbe : Lovačko udruženje Kozomor), dont le terrain privilégié est la montagne de Zlatar proprement dite, la zone consacrée à la chasse couvre une superficie de 55 383 hectares ; on y chasse notamment le renard, le daim, le sanglier et le loup ; chaque année, au mois de février, Kozomor organise une grande chasse au loup, en collaboration avec l'Office du tourisme de la ville. Nova Varoš possède également une organisation appelée Uvac, qui propose des parties de pêche dans les rivières et les lacs de la montagne. Le canyon de la rivière Uvac, est propice au rafting. Sur le plan culturel, parmi les monuments les plus importants de la montagne de Zlatar figurent le monastère de Mileševa, qui est aussi le siège de l'éparchie de Mileševa, une subdivision de l'Église orthodoxe serbe, ainsi que les ruines de la forteresse de Mileševac. La ville de Nova Varoš conserve un petit centre ancien, datant de l'époque ottomane. L'une des curiosités du secteur est également l'ethno-village de Štitkovo, avec ses maisons traditionnelles datant de la fin du XIXe siècle.

### Liens et documents
- (sr + en) « Site officiel des monts Zlatar » (consulté le 16 septembre 2008)